# ノルマン・コンクエスト

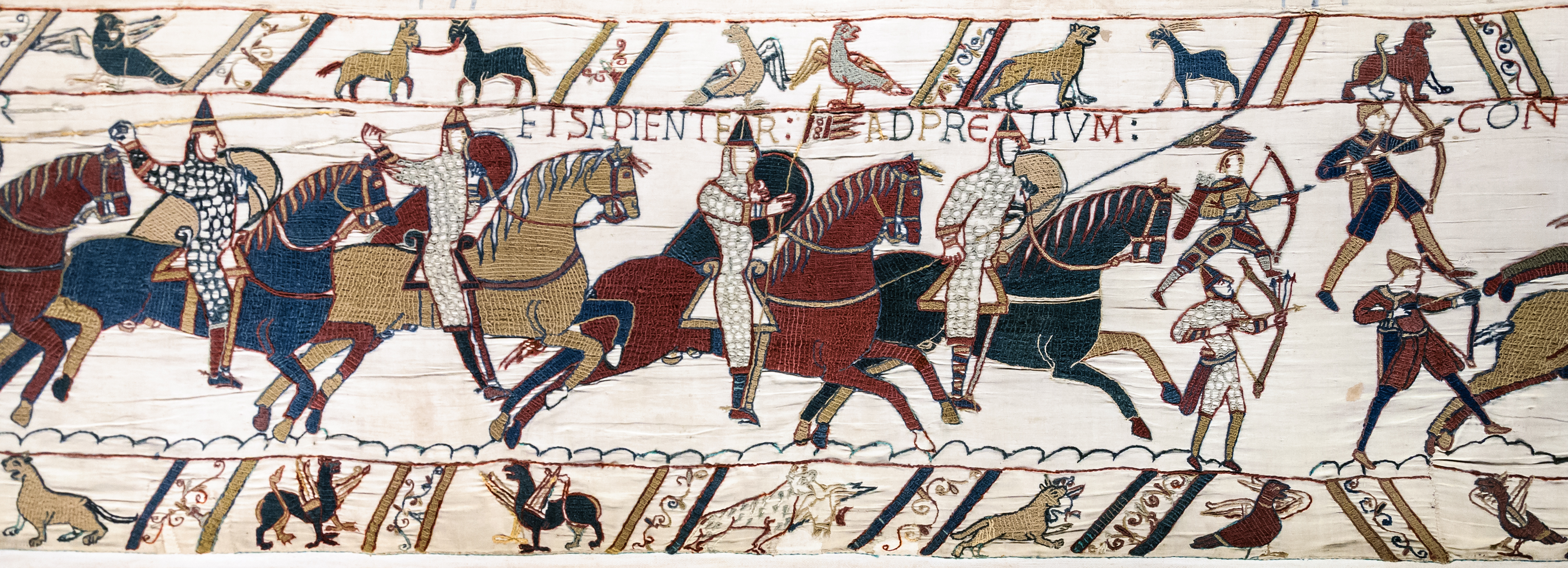
ヘイスティングスの戦いでイングランド軍と戦うノルマン人騎兵隊（真ん中〜左寄り）と弓兵

ノルマン・コンクエスト（英: Norman Conquest / The Conquest）とは、11世紀にノルマンディー公ギヨーム2世によって行われたウェセックス朝イングランド王国に対する軍事遠征である。

## 概要
この遠征はウェセックス朝第9代イングランド王のエドワード懺悔王の後継者を巡る争いが発端となって実施された。エドワードは王位に就く前、一時的にノルマンディー公国に亡命していたことがあり、その際に多くのノルマン人の交友を深めていた。そしてイングランド王に就いた際、多くのノルマン人をイングランド王国の要職に就かせ、結果的にノルマン人のイングランド王国に対する影響力が強まった。
1066年、エドワード懺悔王は世継ぎを残すことなく崩御し、その後継の座を巡った争いが勃発した。次期イングランド王に名乗りを挙げた主な人物は3人存在した。1人目はアングロ・サクソン人の有力貴族で先王エドワードの義兄弟ハロルド・ゴドウィンソン、2人目はノルマンディー公ギヨーム2世、3人目はノルウェー王ハーラル3世苛烈王である。後者2人は各々が正統な王位請求者であると主張し、自国で軍勢をかき集めてイングランド遠征を行った。そしてハロルド・ゴドウィンソンはイングランド国内の有力者による支援を得た上で、迫り来るノルマンディー軍、ノルウェー軍に立ち向かった。
先にイングランドに上陸したのはハーラル苛烈王の率いるノルウェー軍（ヴァイキング）であった。ハーラル王は当時亡命生活を送っていたハロルド王の弟トスティ・ゴドウィンソンの助力を得て北イングランドを進軍し、9月20日には抵抗するイングランド勢力をフルフォードの戦いで撃破した上で北イングランドの中心部ヨークを占領した。しかし9月25日、ハロルド王率いるイングランド軍がハーラル王率いるノルウェー軍に奇襲を仕掛け、ノルウェー軍を撃破した。
王位請求者の1人を撃破したハロルド王であったが、この頃にギヨーム2世率いるノルマンディー軍がイングランドに上陸していた。ノルウェー軍を倒したハロルド王は返す刀でノルマンディー軍に向けて進軍し、1066年10月14日、ヘイスティングスの戦いでギヨーム2世の軍勢と戦った。この戦いでハロルド王は戦死し、ギヨーム2世はそのまま首都ロンドンへと向かった。途中でアングロ・サクソン人の抵抗を受けながらも着実に進軍したギヨーム2世は、同年12月25日にウエストミンスター寺院でイングランド王に就任し、戴冠を受けた。
ウィリアム1世としてイングランド王の座に就いたギヨームだったが、その後の統治については苦難の連続であった。ウィリアム1世のイングランド王としての立場は非常に脆く、イングランド各地でノルマン人に対する反乱が連発した。1067年にはブローニュ伯ウスタシュ2世の支援を受けた反乱がケントで発生し、また同年にはイングランドの地主がウェールズ貴族の支援のもとで西マーシア地方で反乱を起こした。また1068年にはハロルド王の母ギータらがエクセターで反乱を起こし、同年後半にはアングロ・サクソン人の伯爵達がマーシアで反乱を起こした。1069年には先王ハロルド・ゴドウィンソンの息子達による反乱が勃発した。しかしウィリアム1世はこのように連発する反乱に対して、多くの砦を築きノルマン軍を駐屯させる事で着実に鎮圧していった。このような反乱はその後も続き、イングランド人の反乱のみならず、デンマーク王スヴェン2世による軍事侵攻やスコットランド王マルコム3世による外交干渉も受けるなどしたものの、1072年ごろまでにはこれらの反乱や軍事侵攻は鎮圧・終結した。結果、ウィリアム1世のイングランド王としての地位は強固なものとなった。
内政面では、ウィリアム1世はドゥームズデイ・ブックによりイングランドの大半の地域とウェールズの一部の地域の戸籍・課税・土地調査を敢行し、1086年までに王国内の調査が完了した。またこの遠征により王国の支配層にノルマン語が流通し、また支配者層の構成が大きく変わった。これによりウィリアム1世は封建制をより強化することができたという。また、被支配者層においては、同時期に奴隷制が消滅したことが大きな変化として挙げられる。しかしこれらの層には大した変化が見られなかった。遠征により変わったのは支配者層がアングロ・サクソン系貴族からノルマン系貴族に変わっただけで、支配体制や統治機構はアングロ・サクソン時代のそれをそのまま利用し続けたからである。

1066年の各地での戦い

## 背景

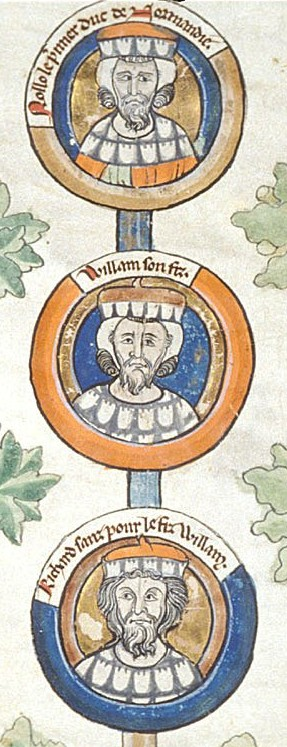
13世紀に描かれたロロとその子孫たちの肖像。上から順番にロロ・ギヨーム長剣公・リシャール1世

ノルマン・コンクエストを引き起こしたノルマン人の起源は911年にまで遡る。911年、カロリング朝フランス国王シャルル単純王がロロ率いるヴァイキング一団にノルマンディー定住を許可したことがノルマン人の起源となっている。フランク王からの許可を得たロロは、サン＝クレール＝シュール＝エプト条約で『他のヴァイキングによるフランク襲撃を防ぐ』という義務を果たすという条件のもとで、北フランス・ノルマンディー地方に定住を開始した。彼らはノルマンディーの文化などを取り込んで着実に定住活動を進めた。そしてノース人として知られるようになった。ノルマンディーやノルマン人という言葉はこのノース人から派生したものとされている。当地に定住したノルマン人たちは、かつて自分たちが信仰していた異教信仰を捨てキリスト教に改宗した。また現地で使われていたオイル語を自分たちの言葉に取り入れ、母国語であった古ノルド語と融合させて新たにノルマン語を作り上げた。そして彼らは現地民と結婚を繰り返し、次第に同化し、ノルマンディーを拠点として公国の西部方面に領土を拡張していった。この際、ノルマン人たちはベッサン地域やコタンタン半島・アヴランシュ地域などを併合していった。

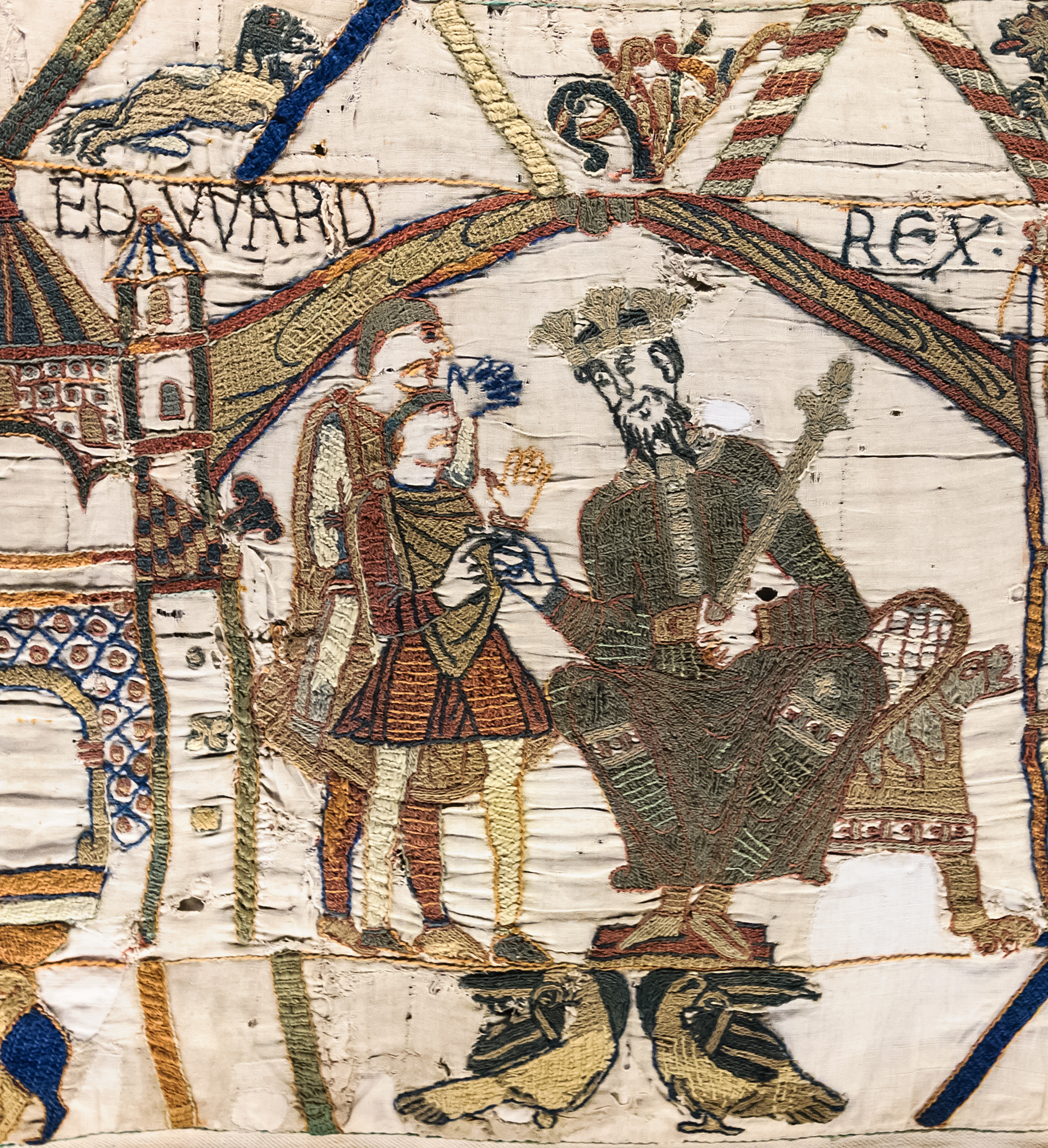
バイユーのタペストリーに描かれたエドワード懺悔王

ロロの定住開始から90年ほど過ぎたころ、1002年、当時のノルマンディー公リシャール1世の妹エマがイングランド王エゼルレッド2世と結婚した。彼らの息子エドワードは、デーン人の襲来により長い間ノルマンディーに身を寄せていたが、1042年にエドワード懺悔王としてイングランド王に就いた。長期間の亡命生活によりノルマン人との関係が深まっていたエドワード懺悔王がイングランド王となったことで、ノルマン人たちのイングランド王国に対する関心は大いに強まっていた。そしてエドワード懺悔王自身も、イングランド王国における重要な役職にノルマン人を多数登用したことで、イングランドに対するノルマン人の影響は相当なものとなった。また、エドワード王には子供がいなかった。また当時イングランド王国で絶大な権力を握っていたアングロ・サクソン人大貴族ウェセックス伯ゴドウィンと彼の息子たちが彼と対立していた。以上のようなイングランド王国の内情を理解していた当時のノルマンディー公ギヨーム2世はイングランド王位獲得に向けた野望を抱き始めたのかもしれない。

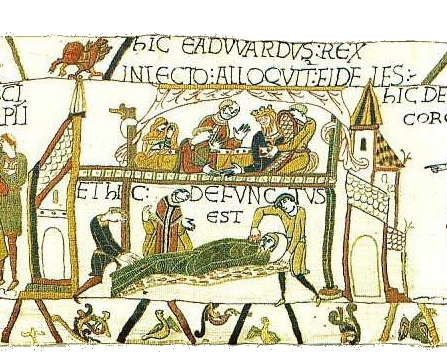
エドワード懺悔王が崩御する場面

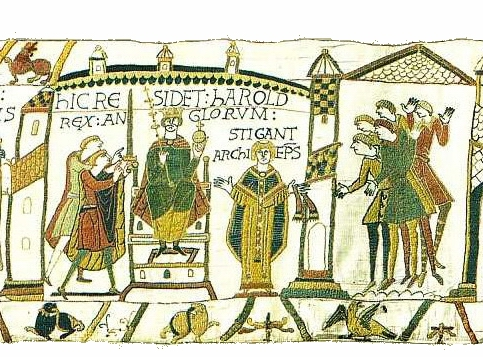
ハロルド・ゴドウィンソンがイングランド王位に即位する場面

1066年、エドワード懺悔王が世継ぎを残すことなくこの世を去った。エドワードの死によって、遂にイングランド王位を巡る抗争が始まったのである。エドワード懺悔王の死後、すぐにイングランド王に就いたのはウェセックス伯ゴドウィンの息子ハロルド・ゴドウィンソンであった。イングランドで最も裕福で権力を握っていたハロルドは、賢人会議で自身の王位継承を認めさせ、ヨーク大司教エドレッドによって戴冠された。この頃、ノルマン人は、「ハロルド・ゴドウィンソンは教会法の合意なしにカンタベリー大司教に選出されたスティガンドにより戴冠された」と主張し、ハロルド王の正統性を否定するプロパガンダを実行していた。戴冠式を終えたハロルド王はイングランド王位を主張する2人の隣国の君主からの挑戦を受けることとなった。1人目はノルマンディー公ギヨーム2世（のちのウィリアム征服王）、2人目はノルウェー王ハーラル3世（ハーラル苛烈王）である。ギヨーム2世の主張は、『先王エドワード懺悔王から王位継承を約束されており、ハロルドもその約束に合意していた。』というもの。ハーラル3世の主張は、『先のノルウェー王マグヌス善王と先々代のイングランド王ハーデクヌーズとの間で、「両者のどちらかが先に死んだ場合、もう一方がイングランド王・ノルウェー王を共に継承する」という協定が締結されており、先に死んだハーデクヌーズ王のイングランド王位をマグヌス善王が継承し、マグヌスの後継者であるハーラルはイングランド王位を主張する権利がある』というものであった。各々がそれぞれの主張を有していたギヨーム2世・ハーラル3世は、自身の王位継承を目指すため、軍勢を招集しイングランド侵攻を目論んだのである。

## トスティの襲撃と苛烈王の来襲
エドワード懺悔王の治世の頃、ノーザンブリアはハロルド・ゴドウィンソンの弟トスティ・ゴドウィンソンが治めていた。しかし1065年、ノーザンブリアでトスティに対する反乱が勃発し、ゴドウィン家の勢力削減の好機と見た懺悔王は反乱軍側に与し、トスティと対立した。結果、トスティは追いやられ、フランドルに亡命した。
1066年初頭、エドワード懺悔王が亡くなり、トスティの兄ハロルド・ゴドウィンソンがハロルド2世としてイングランド王位に就任した際、トスティはハロルドと対立し、亡命地フランドルで招集した軍勢を率いて南東イングランド沿岸部を略奪して回った。ハロルド王はこれに対抗し、艦隊を構成してトスティ軍の前に立ちはだかった。トスティは北イングランドに目標を変え、イースト・アングリア地方やリンカンシャー地方の沿岸部を襲撃した。しかしここでもトスティはイングランド側の抵抗に遭い、マーシア伯エドウィン・ノーサンブリア伯モーカー率いるイングランド艦隊に撃破された。トスティ軍の多くは逃走し、多くの兵に見捨てられたトスティはスコットランドに亡命した。そしてトスティは夏の間、スコットランドで新兵を募集した。その頃ハロルド王は、イングランド南部で大軍と大艦隊を率いて駐屯し、ギヨーム2世がノルマンディー軍を率いてイングランドに上陸するのを待ち構えていた。しかしハロルド王が率いていた軍の大半は民兵であり、彼らの作物の収穫の時期が迫りきていたため、9月8日に軍を解散した。

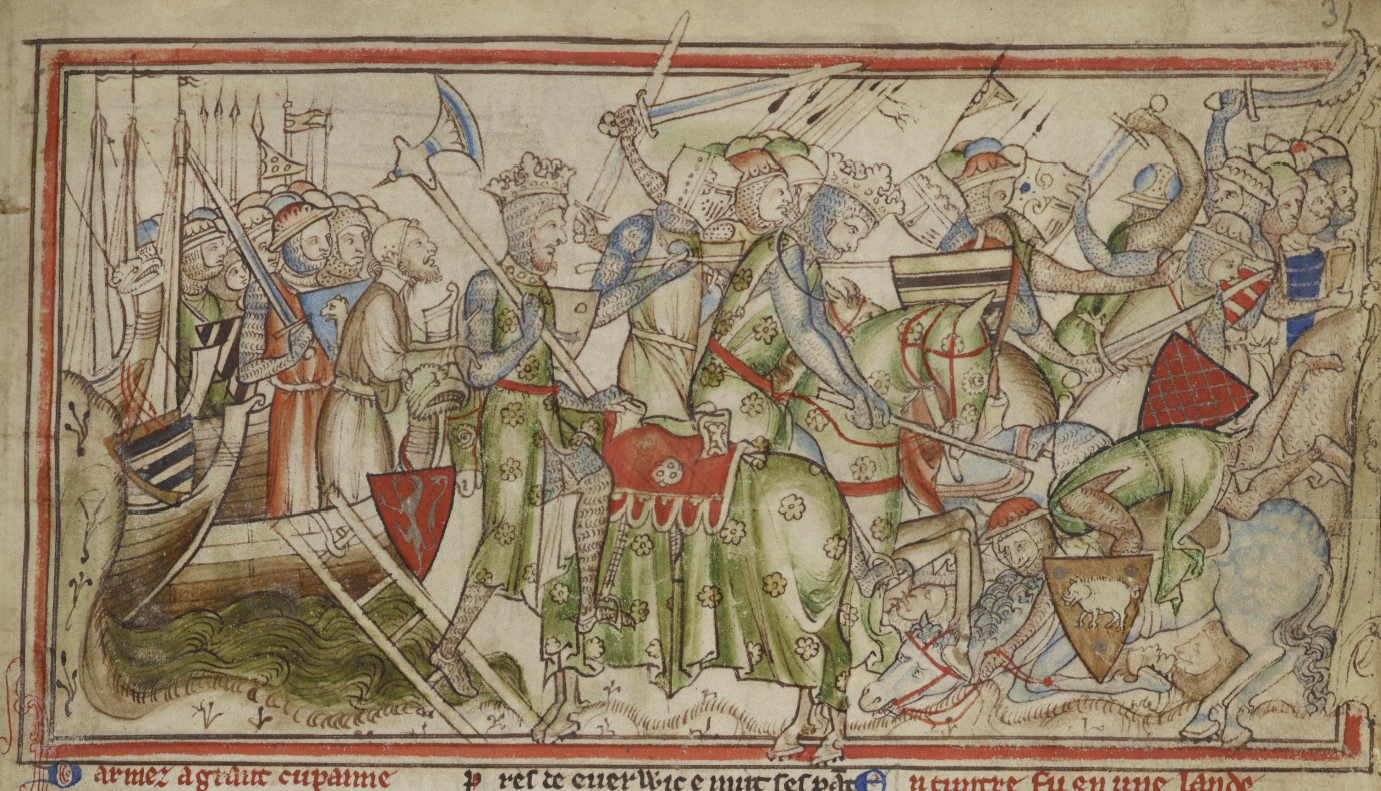
フルフォードの戦い

一方その頃（9月上旬頃）、ノルウェー王ハーラル3世（苛烈王）は300隻の艦隊と15,000人ほどの軍勢を率いて北イングランドに上陸した。ハーラル苛烈王の軍勢にはトスティの軍勢も参加していた。ハーラル苛烈王とトスティ率いる軍勢は北イングランドの中心部ヨークに向けて進軍し、9月20日にはフルフォードの戦いでモーカー伯・エドウィン伯兄弟率いるイングランド軍を撃破。それから間も無くヨークを占領した。両伯爵率いるイングランド軍は壊滅し、モーカー・エドウィン兄弟は命からがら逃亡した。フルフォードで生き延びたものの彼らは結局ヘイスティングスの戦いに参戦することはなかった。

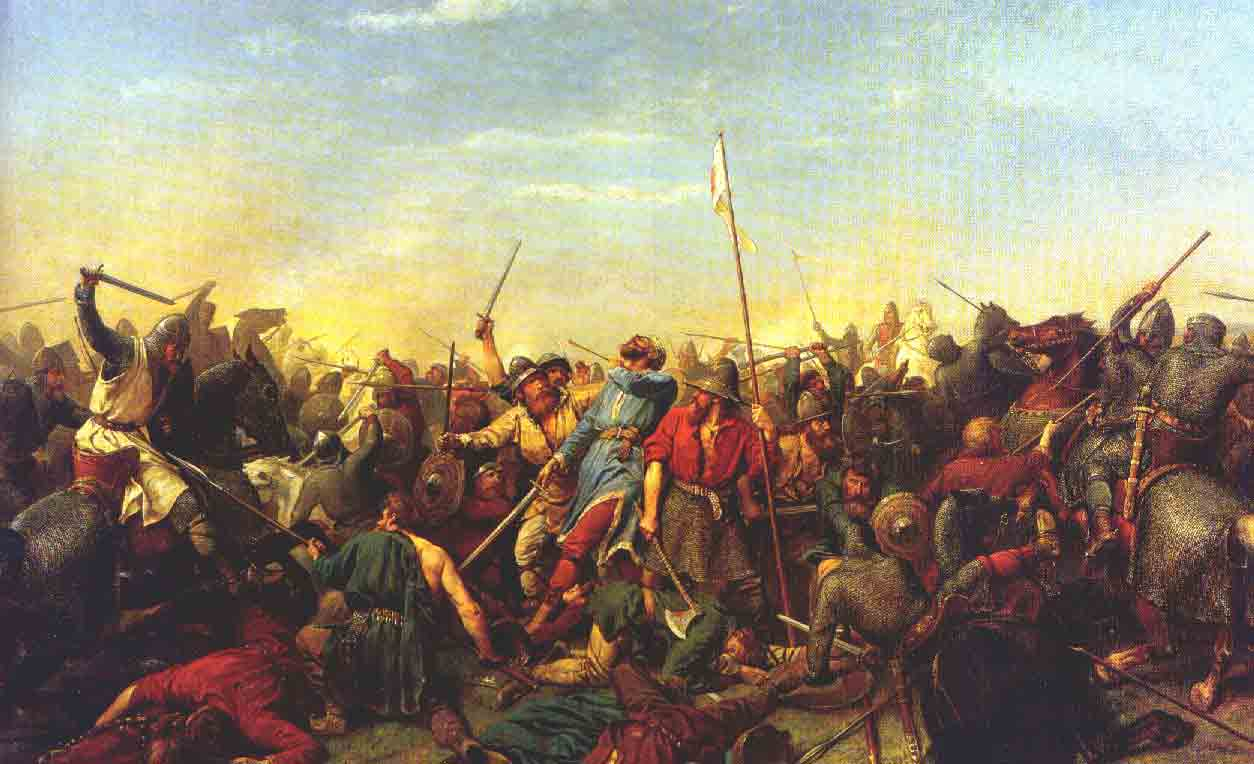
スタンフォード・ブリッジの戦い

ハーラル苛烈王はヨークを降伏させたのち、ヨークの長老たちから人質を集め、9月24日、ヨーク郊外の小村スタンフォード・ブリッジに陣を敷いた。ハロルド王は9月中頃にノルウェー軍侵攻の報告を受け、急ピッチで北進を開始した。道中で兵士をかき集めながら進軍したハロルド王率いるイングランド軍は、たった9日でロンドンからヨークまで踏破した。これは平均して1日40キロのペースである。9月25日夕方、ハロルド軍はヨークに到着し、ノルウェー軍がスタンフォード・ブリッジ村に陣を敷いているという報告を聞いた。そして同日、ハロルド王はノルウェー軍に奇襲を仕掛けた。これがスタンフォード・ブリッジの戦いである。この戦いでノルウェー軍は大敗北を喫し、ハーラル苛烈王やトスティ・ゴドウィンソンは戦死、その他の多くのヴァイキング戦士が殺された。イングランドに侵攻する際300隻の大艦隊で上陸したノルウェー軍だったが、この戦いで多くの戦士を失った結果、ノルウェーに帰還する際はたった24隻の船で事足りたという。ノルウェー軍に大勝したハロルド王であったが、彼の勝利には大きな代償が伴った。ノルウェー軍との戦闘でハロルド軍は損害を被った上に、ノルマンディー公ギヨーム2世が攻めてくるであろうイングランド海峡からだいぶ離れてしまっていたからである。イングランド南部の防衛は手薄になっていたのである。

## ノルマン人の来襲

### ノルマン人の遠征準備

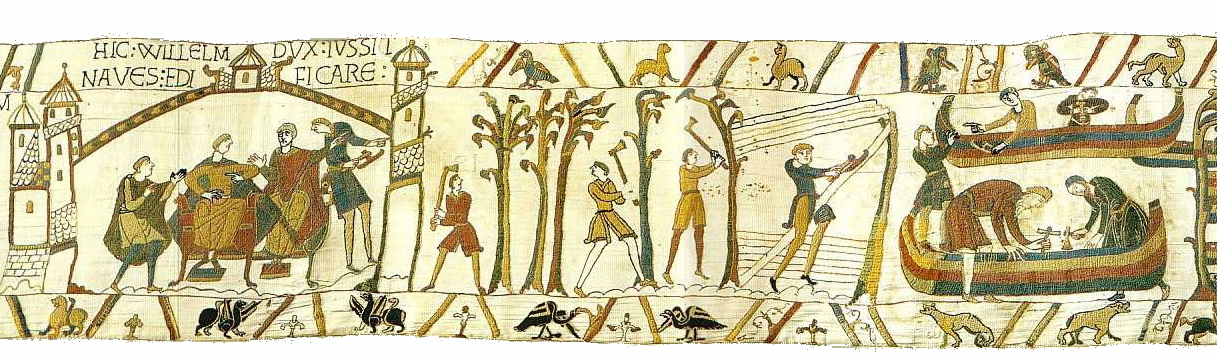
バイユーのタペストリーの一場面。ギヨーム公が軍船を建造するよう命じている。

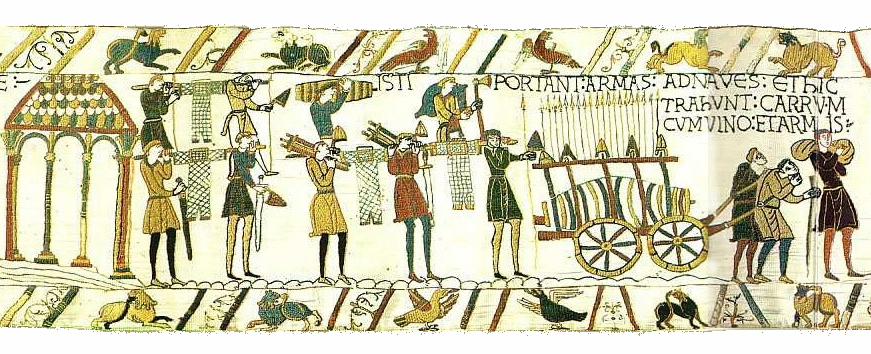
バイユーのタペストリーの一場面。鎧や武器などの武具に加え、ワインや武器が詰まれたカートを押して船に詰め込んでいる最中の兵士たちが描かれている

イングランド王位奪還を目論み、ブリテン島遠征を計画したギヨーム2世はブルターニュ・フランドル地方を含む全フランス地域から戦士を集めた。ギヨームは招集した軍勢をサン＝ヴァレリー＝シュル＝ソンムに集結させ、8月12日頃までに渡海の準備を整えた。しかしギヨーム率いるノルマンディー軍の構成や規模は詳しく分かっていない。当時の文献によると、ギヨーム軍は726隻の大艦隊であったとされているが、これは誇張された数字であると考えられている。当時の歴史家たちが記した内容はどれもひどく誇張されており、総勢は14,000〜150,000人と幅の広い数字となっている。現代の歴史家によれば、ギヨーム軍の規模は、
- 総勢:7,000〜8,000人 / 騎馬隊:1,000〜2,000騎[37]
- 総勢:10,000〜12,000人[36]
- 総勢:10,000人 / 騎馬隊:3,000騎[38]
- 総勢:7,500人[34]

と推定されている。この軍勢はおそらく歩兵・騎兵・弓兵・クロスボウ兵によって構成されていたものと考えられているが、そのうち騎兵と弓兵は同数、歩兵は騎兵・弓兵の合計数と同数であったと言われている。また遠征に参加した構成員については、ギヨーム軍に参加した貴族の一覧が現存しているものの、あやふやな名前が多く記載されており、たった35人しか同定されていない。
ギヨーム・ド・ポワティエによると、遠征に際して、ギヨームは多くのヨーロッパ君主からの外交的支援のみならず、教皇アレクサンデル2世からも遠征の承諾・支援を得ていたとされる。それを示すように、ギヨーム軍中には教皇旗がはためいていたという。しかしその他の文献には、そのような記述がされておらず、侵攻後にローマ教皇がギヨームの遠征を追従する形で承諾したとしか記されていない。ギヨームの軍勢は上述の通り夏の間に結集し、同時に遠征のための艦隊を建造した。そして8月の頭には遠征が可能な体制が整えられていたとされるが、海峡に向かい風が吹く季節であったため、9月の終わり頃まで遠征を延期せざるを得なかったという。ギヨームが1ヶ月以上に渡り遠征を延期した理由は向かい風だけではなかったという意見も存在する。「ギヨーム軍の斥候によってハロルド王の軍勢がイングランド沿岸部に布陣していることを理解したギヨームは、ハロルド軍の対抗を受けずにイングランド上陸を敢行しようと試み、その機会をじっと待っていた。」という意見である。

## ギヨーム軍の上陸とハロルド軍の南進

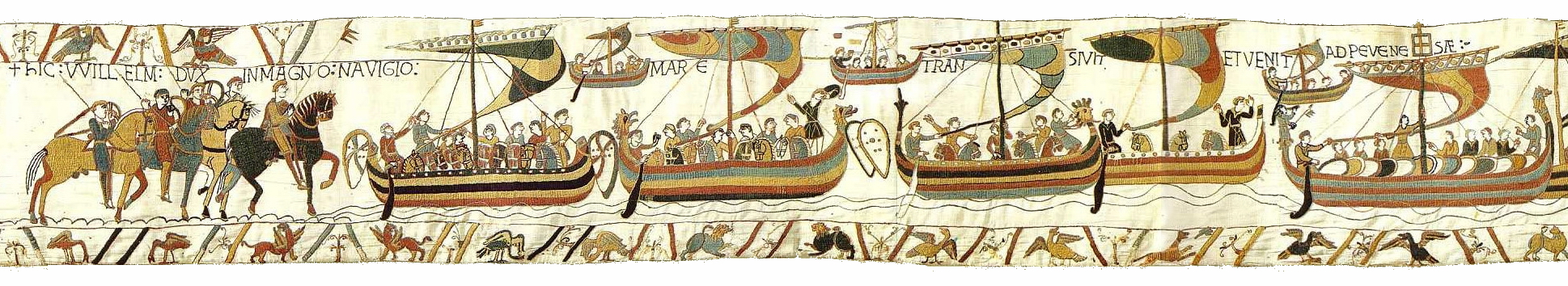
ギヨーム公の率いるノルマン艦隊が海を渡る場面

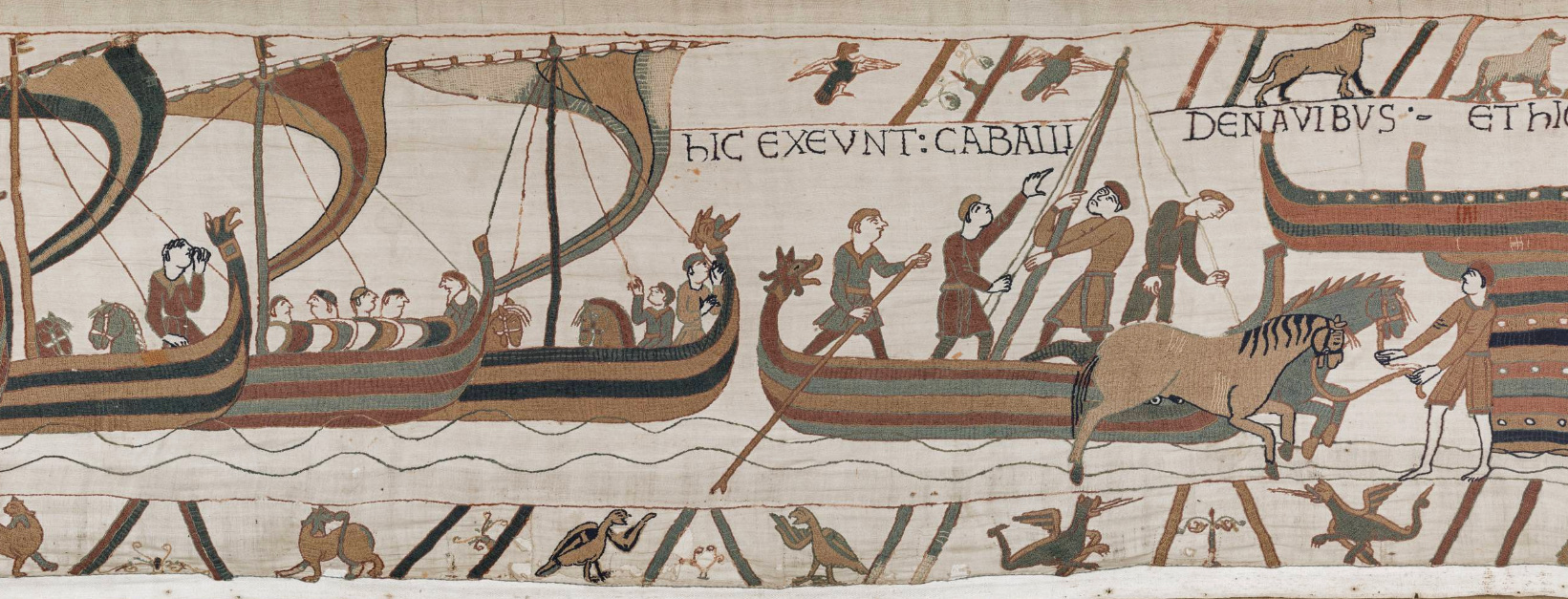
バイユーのタペストリーに描かれているギヨーム軍がイングランドに上陸する場面。ノルマン軍のロングシップが浜に上げられ、軍馬が下船する様子が描かれている

ハロルド王がスタンフォード・ブリッジの戦いでノルウェー軍を撃破した9月25日から数日が経った頃、ハロルド王がイングランド海軍を一時解散させた隙を狙って、ギヨーム2世率いるノルマンディー軍がイングランドに上陸した。ノルマン軍は9月28日にサセックス地方ペヴェンジーに上陸し、ヘイスティングスに木造の砦を建築した。そしてその砦を拠点に周辺地域を略奪してまわった。この略奪によりギヨーム軍は十分な兵糧を確保することができ、またこの地域にはハロルド王の直轄地が多く存在したことから、ハロルド側の勢力削減にもつながった。

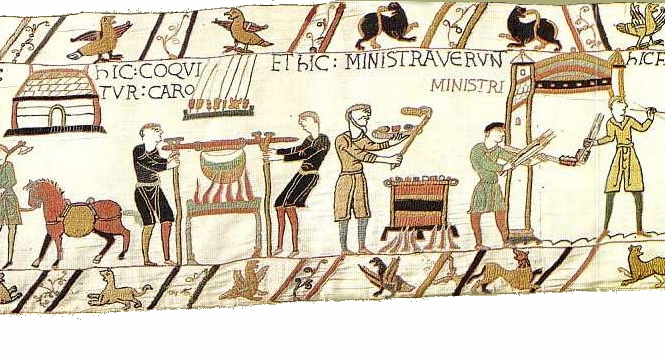
ノルマン軍の兵士たちが確保した肉や兵糧を加熱調理する召使達が描かれている

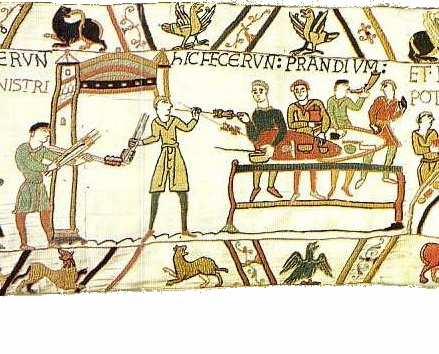
調理された料理を食べるノルマン人達と、食事前に神の恵みを祝福する司教の姿が描かれている。

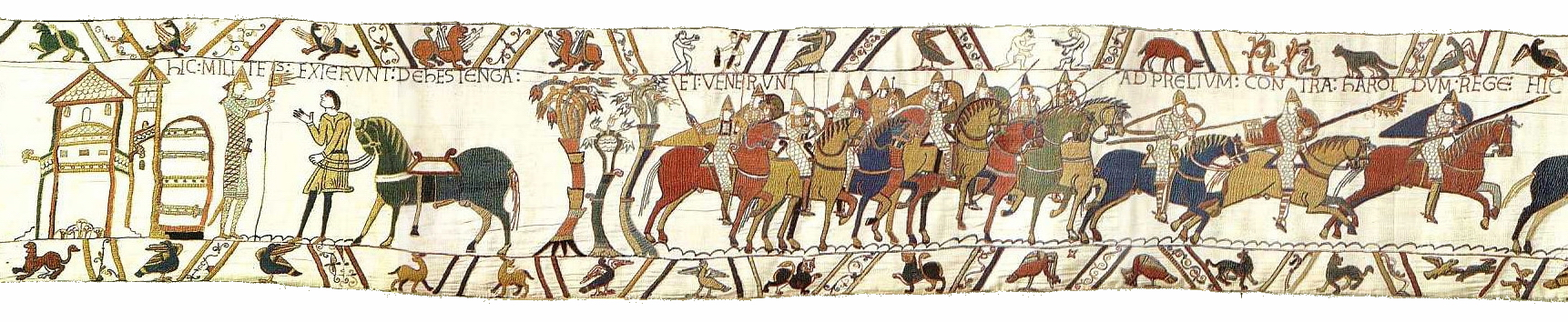
ヘイスティングスの砦から打って出るノルマン軍の様子が描かれている。

トスティ・ゴドウィンソンとハーラル苛烈王を打ち倒したハロルド王は、モーカー伯とエドウィン伯をはじめとする多数の軍勢を北部に留め置き、自身はノルマン軍を迎え撃つために残った軍勢を率いて南進した。ハロルド王がいつノルマン軍の侵攻を知らされたのかははっきりしていないが、おそらく南進している最中に知らされたのであろうと考えられている。南進するハロルド王はロンドンに向かい1週間ほど当地に滞在したのち、ヘイスティングスへ進軍を再開した。ハロルド王はスタンフォード・ブリッジで用いた急襲作戦をノルマン軍に対しても実行しようと企んでいたとされるが、対するノルマン軍は斥候によりハロルド軍の接近を察知していたという。戦闘前の流れはよく分かっていないが、ギヨーム軍はヘイスティングスの砦から打って出て、接近するハロルド軍に向かって進軍したとされる。ハロルド王は、ヘイスティングスの砦から6キロ程離れたバトル付近のセンラック＝ヒルという丘の上に陣取り、防御陣を張ってノルマン軍を待ち構えた。
この時衝突したハロルド軍の正確な規模を記した当時の文献は残っていない。ただノルマン側の当時の文献によればハロルド軍の規模は1,200,000人または400,000人であったと記述されている。現代の歴史家によると、ヘイスティングスの戦いに参戦したハロルド軍の規模を5,000〜13,000人の規模であったと主張しているが、特に7,000人〜8,000人ほどの規模であったとする意見が最も多い。これらのハロルド軍は、フュルドと呼ばれる民兵の歩兵部隊とハスカールと呼ばれる職業軍人、ハロルド王参加の諸侯らが有する自前の部隊から構成されており、その大半は歩兵であった。フュルドとハスカールの違いとしては彼らの武装が挙げられ、ハスカールはフュルドに比べてより重厚な鎧を装備していたとされる。また少数ではあったが弓兵も有していたとされる。ハロルド軍に参加した貴族のうち、少数の貴族のみ同定されている。その中で最も著名な者はギルス・ゴドウィンソン、レオフウィン・ゴドウィンソン（共にハロルド王の兄弟）である。そのほかにも、ハロルド王の2人の近親者を含む18人の貴族達が実際にヘイスティングスの戦いに参加していたことが特定されている。

### ヘイスティングス

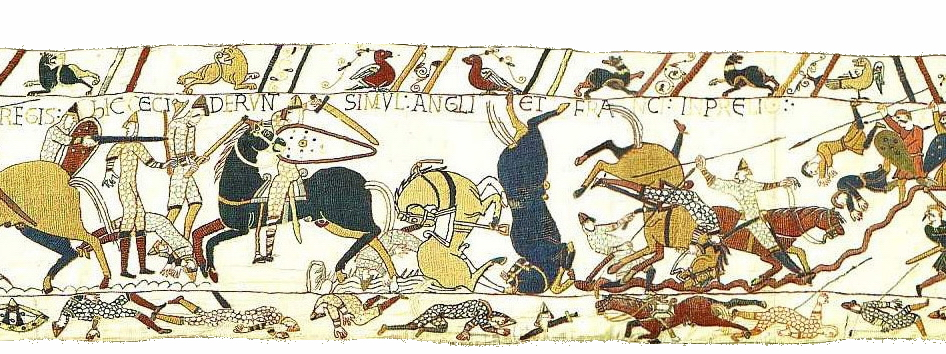
両軍が激突する瞬間。ノルマン軍・イングランド軍の兵士たちが共に崩れ落ちている

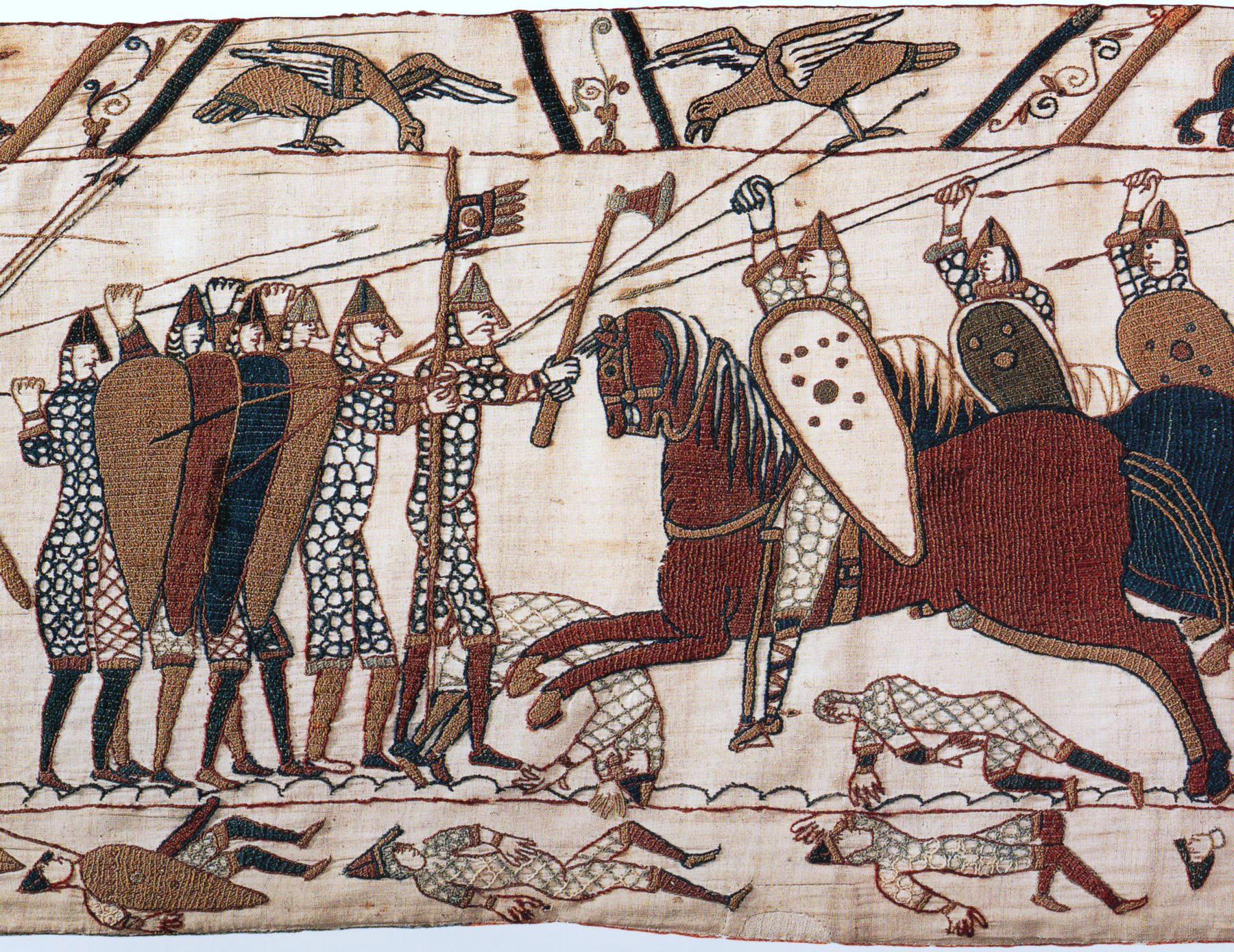
盾の壁でノルマン騎兵の突撃を迎え撃つイングランド歩兵

1066年10月14日午前9時ごろ、遂に両軍は激突した。戦いは丸一日続いた。戦闘の大まかな経過についてはよく知られているものの、戦闘中の詳細な出来事については明らかになっていない。当時の文献に矛盾が確認されているからだ。ギヨーム軍、ハロルド軍ともに規模はほぼ同数であったとされるが、ギヨーム軍は歩兵・騎馬隊・弓兵が皆揃っていたのに対し、ハロルド軍は大半が歩兵で弓兵はごく少数であった。ハロルド軍は盾の壁を丘に沿って構築し、丘の下から攻め立てるギヨーム軍を見事に追い返した。ギヨーム軍はハロルド軍の盾の壁を破れず、多くの犠牲者を出した。ギヨーム公配下のブレトン人部隊の中にはあまりの犠牲にパニックに陥り戦線離脱をした部隊もあった。そしてハロルド軍配下のイングランド部隊の一部が逃走するブルトン人部隊を追撃し始めた。ノルマン軍の騎馬隊はブルトン人を追撃するイングランド軍に突撃を敢行した。ブルトン人が逃走する最中、ノルマン軍中では「ギヨーム公が戦死した」とする誤った噂が流れ、ノルマン軍は大いに動揺した。ギヨーム公は自身の兜を取り、軍中を駆け巡って動揺をかき消し、兵士たちを鼓舞した。その後ノルマン軍は2度にわたって偽装退却を行い、イングランド軍が戦列を崩して各々が追撃するよう誘い出し、戦列から突出して追撃してきたイングランド部隊に対して騎馬隊を用いて何度も突撃した。現在残っている文献にある午後に起きた出来事についての記述には矛盾がある。ただ、午後に起きた出来事で最も決定的な出来事は『ハロルド王の戦死』であろう。ハロルド王が戦死した理由はそれぞれの文献によって異なっている。ギヨーム・ド・ジュミエージュによると、ハロルド王はギヨーム公によって殺害されたという。バイユーのタペストリーによると、ハロルド王は目に矢を射掛けられて戦死したという。ただこれはタペストリーが制作された12世紀ごろに創作された作り話である可能性があるとされている。ほかの文献にはハロルド王の戦死の理由について述べられていない。「ヘイスティングスでの戦闘は非常に激しい接近戦であったため、誰がハロルド王を倒したのか見ることすらできなかった。」のがその理由とされている。なお、ギヨーム・ド・ポワティエはハロルド王の死について全く言及していない。

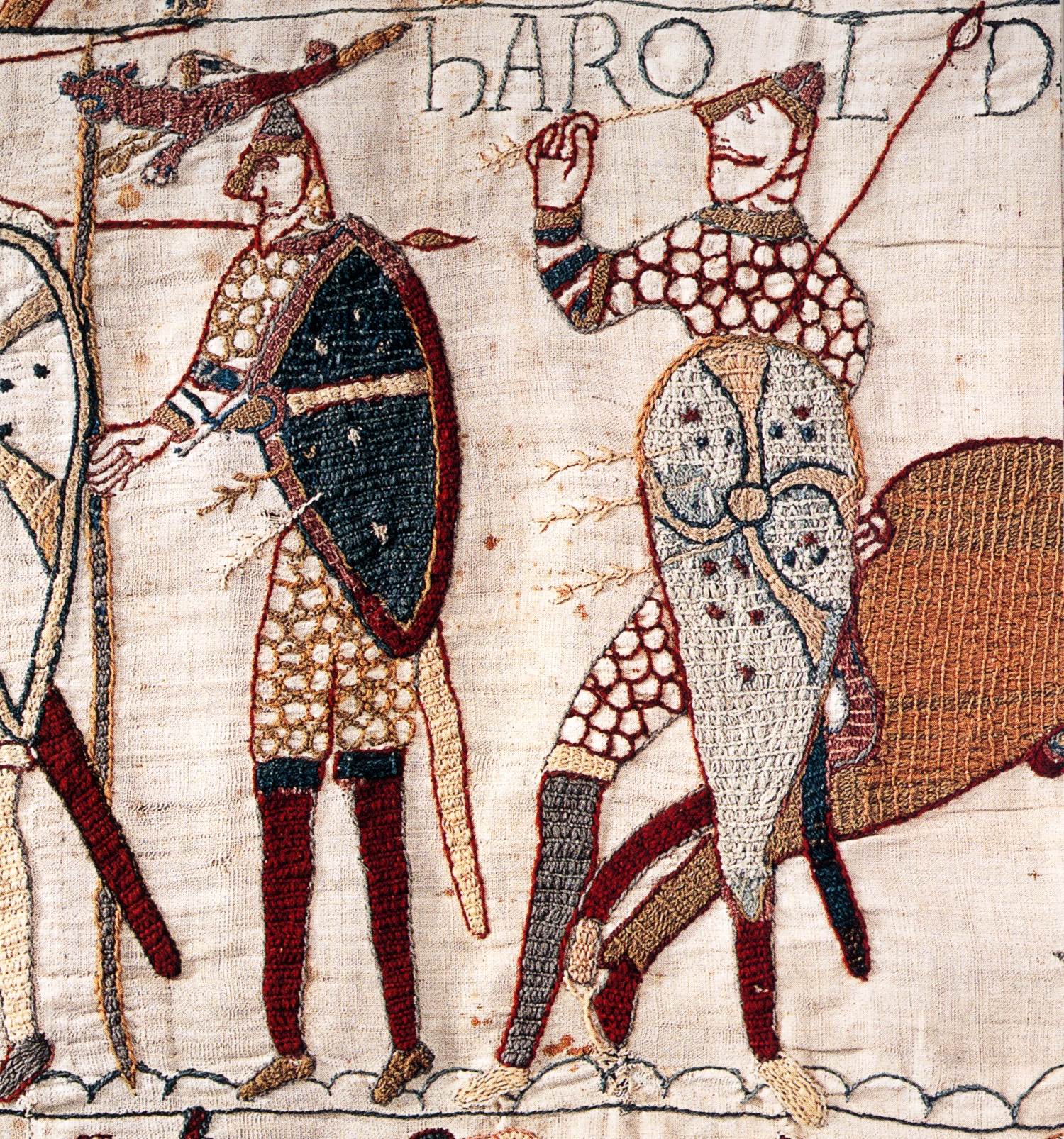
バイユーのタペストリーに描かれたハロルド王戦死の瞬間

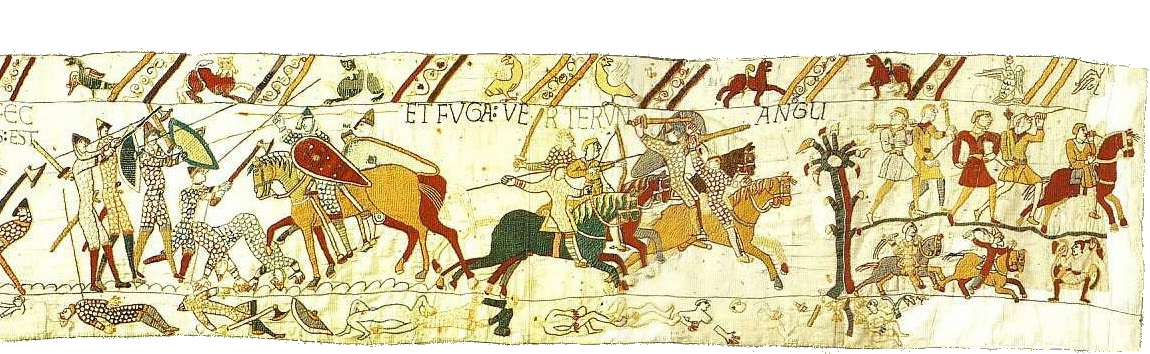
敗走するイングランド軍

### ヘイスティングスの戦い後
戦闘の翌日、ハロルド王の遺体はその防具か、あるいは身体上の特色によって見出された。彼個人の旗指物はギヨームに献上され、後に教皇の下へ送られた。戦死したイングランド兵の遺体は、ハロルドの弟やハスカールの一部も含めて戦場に残されたが、後に縁戚が幾人かを運び出した。ノルマン人の戦死者は、発見されていない大規模な共同墓地に埋葬された。
戦後、勝利を挙げたギヨーム公にハロルドの母ギーサが身請け金として息子の体重分の黄金を申し出たとする伝承が存在し、この申し出は拒否されたと伝えられている。そんなギヨームはハロルドの遺体を海に投げ込むように命じたものの、そのように行われたかどうかは不明である。別の文献によると、ハロルドは戦いが起きた丘の頂に葬られたという。ハロルドが建てたウォールサム修道院は後に、彼の遺体が秘密裏に院に埋葬されたと主張した。また、ハロルドはヘイスティングズで死んでおらず、逃れてチェスターで隠者となったとする伝説も存在する。

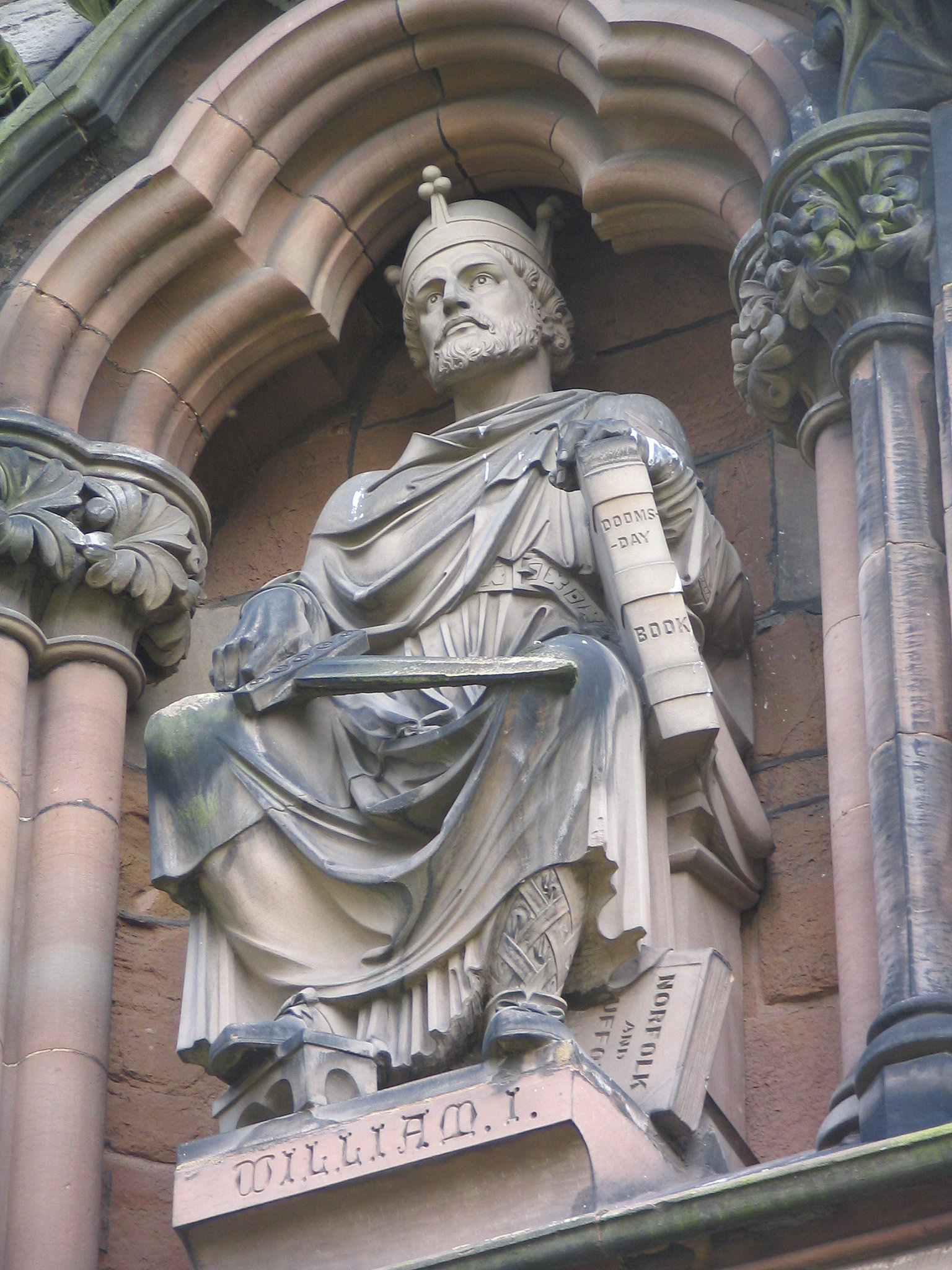
リッチフィールド大聖堂（イングランド・スタッフォードシャー）に据えられたウィリアム1世像。剣と『ドゥームズデイ・ブック』を携えている。

ギヨームはヘイスティングスでの勝利の後、残されたアングロ・サクソン貴族らの服属を期待していたが、ギヨームの期待に反して彼らは抵抗を継続する構えを見せた。ウェセックス家最後の男子であるエドガー・アシリングは賢人評議会を経てイングランド王位就任を宣言し、エドウィ伯、モーカー伯、カンタベリー大司教スティガンドやヨーク大主教エルドレッドからの支持を受けギヨームに対して抵抗を繰り広げた。対するギヨームは、ケントの海岸沿いを行軍してロンドンへ進んだ。途中ノルマン軍に抵抗を示したサザークを焼き討つなどして抵抗勢力と戦いながらロンドンへと進軍したものの、ロンドン橋の強襲に失敗し、首都ロンドンに入城する為に更なる迂回を強いられた。
そしてギヨームはテムズ渓谷を経由してウォリングフォードでテムズ川を渡河し、当地でカンタベリー大司教スティガンドの帰順を受け入れた。次いでチルターン丘陵に沿って北東へ進み、ロンドンから出撃してきたイングランド軍と交戦しつつ、北西方面からロンドンへと進軍を続けた。そして遂に、アングロ・サクソン貴族達はハートフォードシャーのバーカムステッドでギヨーム公に降伏した。ギヨームは1066年12月25日にウェストミンスター寺院で、イングランド王ウィリアム1世として即位し、エルドレッド大司教の下で戴冠式を挙行した。
イングランド王に就いたウィリアム征服王は、モーカー伯やエドウィン伯をはじめとするアングロ・サクソン貴族や残された最後のウェセックス家王族エドガーに対して領地を与え、アングロ・サクソン系貴族らの反乱を抑えようと試みた。そしてウィリアムはそのまましばらくイングランドに滞在し、1067年3月にノルマンディーへ帰還した。この際、スティガンド大司教やモーカー伯、エドウィン伯、エドガー・アシリングを含むアングロ・サクソン人の捕虜を連れて行ったという。

## アングロ・サクソンの抵抗

### 最初の反乱
イングランド人の諸侯を服従させたウィリアム征服王であったが、在地貴族の反乱はその後も続いた。ウィリアムは1067年3月、異母兄弟のオド・ド・バイユーとウィリアムの重臣ウィリアム・フィッツオズバーンをイングランドに残したうえでノルマンディー公国に帰還したが、その年にケントで反乱が勃発した。この反乱軍はブローニュ伯ウスタシュ2世と連携してドーバー城を包囲したが、結局失敗に終わった。また同年にはシュロップシャー地方の地主エアドリック (en: Eadric the Wild) がノルマン人に対して反旗を翻し、ウェールズのグウィネズ・ポーイス領主らの支援を得て西マーシアで反乱を起こして、ヘレフォードに拠点を構えるノルマン軍守備隊と戦った。
反乱が連発したことを受けて、ウィリアム王は1067年の暮れにイングランドに帰還した。イングランドに帰還したウィリアムは1068年、先王ハロルド2世の母親ギータを含むアングロ・サクソン反乱軍が立てこもるエクセターを包囲し、多くの損害を出しつつも、なんとか立て篭もる反乱軍を投降させることに成功した。同年5月、ウィリアム王は妻マティルダのイングランド女王としての戴冠式をウエストミンスター大聖堂で挙行した。王妃の戴冠は、ウィリアム王がヨーロッパ中で名声を集めている象徴となった。同年後半、今度はエドウィン伯・モーカー伯兄弟がマーシアで反乱を起こし、同時に新任のノーサンブリア伯ゴスパトリックが当時まだノルマン人勢力が行き渡っていなかったノーサンブリア地域で反乱を起こした。これらの北イングランドにおける反乱は、ウィリアム王の素早い親征により早急に鎮圧された。ウィリアムは南イングランドでの反乱を鎮圧した時のように、北イングランドにも多くの城砦を築き、そこに守備兵を駐屯させることで対処した。エドウィン・モーカー兄弟はめげずに続けて反乱を引き起こし、反乱に失敗したゴスパトリック伯はスコットランドへ亡命した。ウェセックス王家の王族であるエドガー・アシリングや彼の家族は、おそらくそれまでの反乱に加担していたものと思われているが、それらの反乱が敢えなくウィリアム王に鎮圧されたことを受け、ゴスパトリック伯と同じようにスコットランドへ亡命した。一方、ヘイスティングスでの敗戦後アイルランドに亡命していたハロルド王の息子達は、この頃イングランドに帰還し、サマセット地方やデヴォン地方、コーンウォール地方を海上から攻撃し、ウィリアム王に対抗していた。

### 1069年の反乱

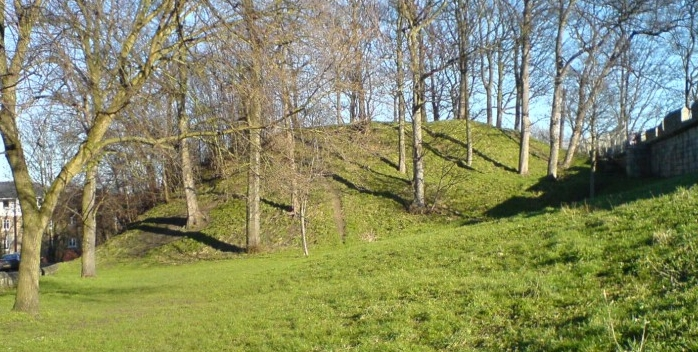
ウィリアム征服王によってヨーク・ウーズ川西岸に建築された2つ目のモット・アンド・ベーリー型城砦の跡地

1069年初頭、新しくノーサンブリア伯に任命されていたロベール・ド・コミーヌと彼の数百人の家臣達がダラムにて虐殺されるという大量虐殺事件が発生した。このノーサンブリア反乱には、スコットランドに亡命していたエドガー王子、ゴスパトリック伯、シヴァルド・バーン（en: Siward Barn、アングロ・サクソン人の地主・戦士）、そして他の多くの反乱者達が加担していた。そしてこれらの反乱軍はヨーク城主ロベルト・フィッツリシャールをも打ち負かして殺害し、ノルマン人が立て篭もるヨークを包囲した。ウィリアム王はノルマン軍を率いてヨークに向けて急行し、ヨーク城壁の外で反乱軍を打ち負かした。そして破れ去った反乱軍をヨーク市街に追い込み、住民諸共皆殺しにして、この大規模な反乱を力尽くで収束させた。ウィリアム王はヨークにさらなる城壁を建築し、守備隊を駐屯させて自身は南イングランドへと帰還した。それ故、その後再び地元民による反乱が発生した際はヨーク駐屯軍により速やかに鎮圧された。またこの頃、ハロルド2世の息子たち（ゴドウィンとエドマンド）が亡命先のアイルランドから軍勢を率いて再びイングランドに舞い戻り、デヴォン地域沿岸部の襲撃を開始した。彼らの襲撃の報を受けたコーンウォール伯ブライアン・オブ・ブルターニュはノルマン軍を率いて反撃し、ノーサムの戦いで彼らを返り討ちにした。1069年8月または9月、デンマーク王スヴェン2世がイングランド侵攻を開始し、大艦隊を率いてイングランド沿岸に現れた。デンマーク艦隊は南イングランド沿岸部を襲撃し、それが失敗に終わると新たにノーサンブリア地方で発生していたノルマン人に対する反乱軍に参加した。この反乱軍にはデンマーク軍のみならず、スコットランドに身を寄せていたエドガー王子やゴスパトリック伯といった面々も参加していた。デンマーク・イングランド連合軍からなる反乱軍はヨークを襲撃し、守備隊を蹴散らしてヨークを陥落させ、ノーザンブリア全域を支配下に置くことに成功した。エドガーは続いてリンカンシャー地域に侵攻したものの、この遠征はノルマン守備隊の反撃を喰らって失敗に終わった。
同じ頃、マーシア西部では再び反乱が起こり、エドリックの軍とウェールズの同盟軍、さらにチェシャーやシュロップシャーから集結した民兵からなる反乱軍がシュルーズベリーの城を攻撃した。南西部では、デヴォンとコーンウォールの反乱軍がエクセターのノルマン人守備隊を攻撃したが、守備隊に撃退され、ブライアン伯率いるノルマン人救援軍に散り散りにされた。ドーセット・サマセットとその近隣地域から集結した反乱軍はモンタキュート城を包囲したが、ジョフロワ・ド・クンタス率いるノルマン軍に敗北した。一方、ウィリアム王はリンカンシャーのハンバー川南岸に冬の間停泊していたデンマーク艦隊を攻撃し、北岸に追い返した。ウィリアム王はモルタン伯ロベールをリンカンシャーに残して西に向かい、スタンフォードでの戦いでマーシア西部の反乱軍を打ち破った。デーン人がリンカンシャーに再び停泊を試みた際、その地に駐屯していたノルマン軍は再びハンバー川の向こう側まで彼らを追い返した。ウィリアム王はノーサンブリアに入り、敵の妨害工作を押し除けて、ポンテフラクトにて増水したエール川を渡河した。ウィリアム王の進攻によりデンマーク軍は潰走し、ウィリアム王はヨークを再占領した。彼はデンマーク軍にデーンゲルドを支払ってデンマーク軍と休戦した。そして1069-70年の冬、ウィリアム王率いるノルマン軍は北部の蹂躙でノーザンブリア地域を徹底的に破壊し、すべての抵抗を制圧した。北部の民に対して自身の権威を示しつけるため、ウィリアム王は1069年のクリスマスの日にヨークで儀式的に王冠を戴冠した。
1070年初頭、ウォルテオフとゴスパトリックを降伏させ、エドガーと彼の支持者をスコットランドに追い返したウィリアムはマーシアに戻り、チェスターに拠点を置いてこの地域に残る抵抗をすべて粉砕し、南部に戻った。そしてその頃、ローマより派遣された教皇特使がイングランドに到着し、彼らは復活祭の日にウィリアムに再び戴冠した。この再戴冠は、ウィリアム王のイングランド王国に対する権利を象徴的に王国民に知らしめる意味が込められていたとされている。また、ウィリアム王は教会からスティガンドをはじめとする聖職者を粛清し、特にスティガンドはカンタベリー大司教から免職された。ローマ教皇庁は、ヘイスティングスとそれに続く戦いに参加したウィリアムとその支持者たちにも懺悔を課した。スティガンドが免職されたために空位になっていたカンタベリー大司教と同様に、ヨーク大司教も1069年9月のエドレッドの死後、空位となっていた。そこでウィリアム王はカンタベリー大司教にはウィリアム王と親交の深い聖エティエンヌ修道院長のランフランクスを任命し、ヨーク大司教にはウィリアムの教誨師の一人であったトマ・ド・バイユーが任命された。他のいくつかの司教区や修道院にも新しい司教や修道院長が任命され、ウィリアムは土着貴族の資産の保管庫として機能していたイギリスの修道院の財産の一部を国庫として収公した。

### デーン人の再来

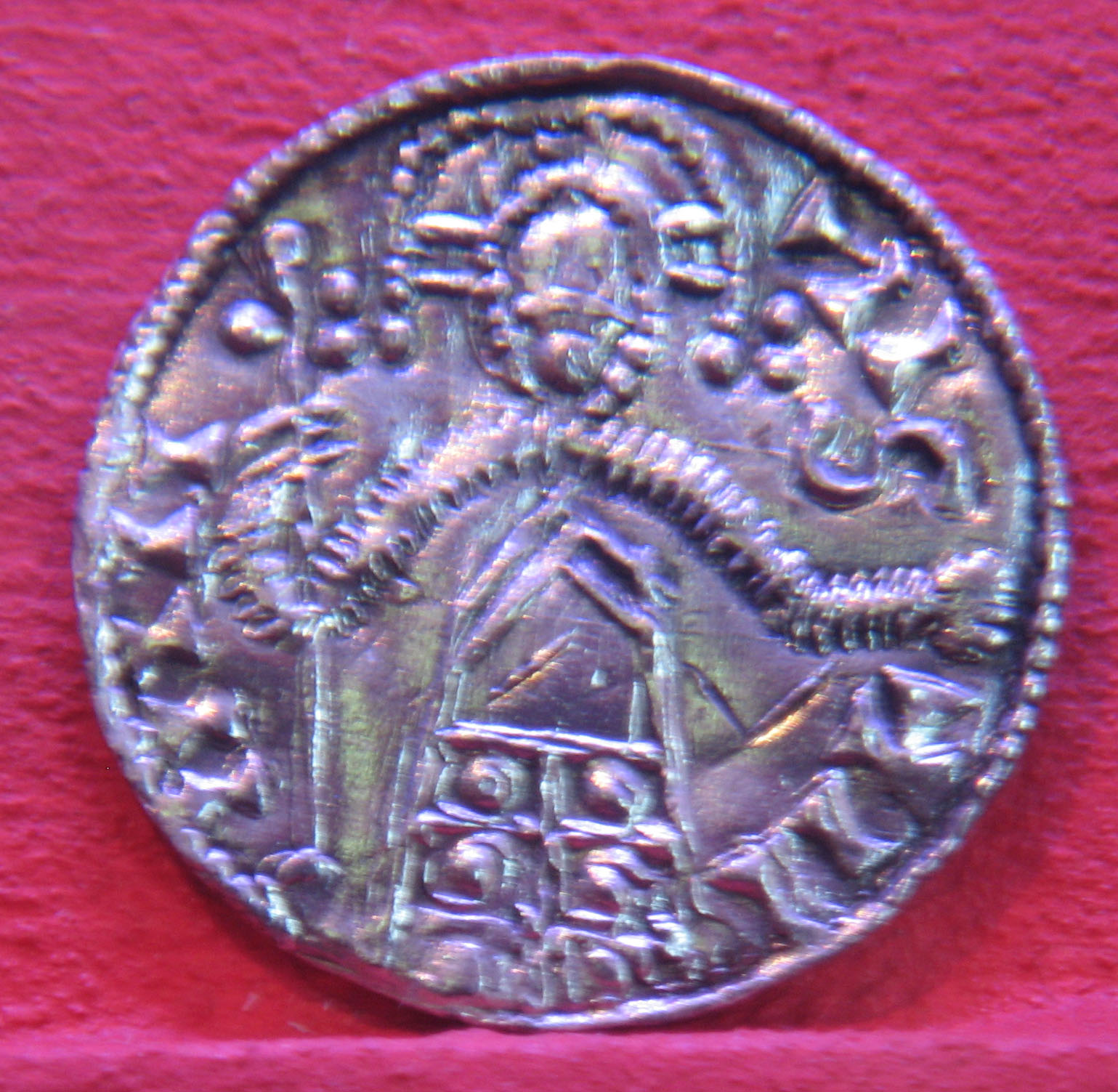
デンマーク王スヴェン2世のコイン

1070年、デンマーク王スヴェン2世は昨年ウィリアム征服王と締結した休戦条約を破棄し、艦隊をイングランドに再び派遣した。このデンマーク艦隊はフェンズと呼ばれるイングランド西部の湿地帯に集結し、アイル・オブ・イーリーを拠点にノルマン人に対して抵抗運動を繰り広げていたアングロ・サクソン人ヘリワード・ザ・ウェイクの反乱軍に参加した。しかしデンマーク艦隊はウィリアム王からの提案で、更なるデーンゲルドを受け取るや否やデンマークへと帰還していった。デンマーク艦隊が撤退した後も、ファンズの反乱軍は規模を縮めることなく果敢にノルマン人に抗戦を繰り広げ、湿地帯という地の利を生かして1071年初頭ごろまで反乱を続けた。そしてこの頃、エドウィン伯・モーカー伯がまたもやウィリアム王に反旗を翻した。今回の反乱も失敗に終わり、エドウィン伯に至ってはスコットランドへ逃亡中に自身の従者に暗殺された。モーカーはアイル・オブ・イーリーに辿り着き、ヘリワード・ザ・ウェイクや亡命地スコットランドから海路はるばる帰還してきた亡命貴族たちが彼らの反乱軍に参加した。対するウィリアム王はこの反乱軍を鎮圧するためにノルマン軍と艦隊を率いてアイルに進軍し、小型の船を建設してアイルの湿地帯を突き進み、多数の犠牲を払いつつも、なんとかこの湿地帯に潜む反乱勢力を完全に駆逐した。モーカー伯は捕えられて牢獄に収監され、死ぬまで監禁された。ヘリワードはウィリアム王から許された上に、かつての領地すら返還されたという。

### 最後の反乱
1071年、ウィリアム王は大陸領で苦戦を強いられていたが、1072年にはイングランドに帰還して北進し、スコットランド王マルカム3世と対決した。ウィリアム王は陸軍と艦隊を共に率いて北進し、結果的にマルコム3世を屈服させることに成功。アバネシーの和約を締結した。この和約によって、マルカム3世はウィリアム王にある程度従属することが取り決められ、またスコットランドに亡命中だったエドガー・アシリングをスコットランドから追放することが取り決められた。
1075年、ウィリアム王不在の隙を狙った反乱が発生した。この反乱はノーフォーク伯ラルフ・ド・ゲール、ヘレフォード伯ロジャー・ド・ブルトゥイユが首謀し、この反乱の中でウィリアム王の廃位が計画されていた。反乱の原因は定かではないが、ロジャーの親戚であるラルフの結婚式の際に反乱が決行なされたことは確かである。この反乱には彼ら以外に、ウィリアム王の寵愛を受けていたワルテフ伯やブレトン人領主たちも参加していた。またラルフ伯はデンマーク王に対しても反乱への支援を要請した。ウィリアム王は家臣らがこの反乱を鎮圧している際ノルマンディー公国に残っていた。反乱の首謀者の1人ロジェはウスター司教ウルフスタン・イブシャム修道院長エゼルウィグの軍勢に包囲され、ヘリフォードの砦での籠城を強いられ、もう1人の首謀者ラルフ伯はオド・ド・バイユーやジョブロワ・ド・クスタス、リシャール・フィッツジェラルドやサリー伯ウィリアムの軍勢に包囲されノリッジ城に籠城を強いられていた。結局、ノリッジ城は陥落しラルフ伯は亡命した。一方その頃、反乱軍からの救援要請を受けたクヌーズ王子指揮下のデンマーク艦隊がイングランドに到着した。しかし時すでに遅し、ノーウィッチ城は既に陥落していたため、彼らはイングランド沿岸部を荒らしまわってデンマークに帰還した。1075年の暮れまでにウィリアム王はイングランドに帰還し、デンマーク艦隊の脅威に対処すると共に反乱の事後処理を行い、ウィンチェスターでクリスマスを祝った。ロジェ伯とワルテフ伯はウィリアム軍に捕縛されたのち監禁され、ワルテフ伯に至っては1076年5月に処刑された。この頃、亡命していたラルフ伯がブルターニュからノルマンディーに向けて反乱を継続しており、ウィリアム王は大陸領に帰還した。

## イングランド統治

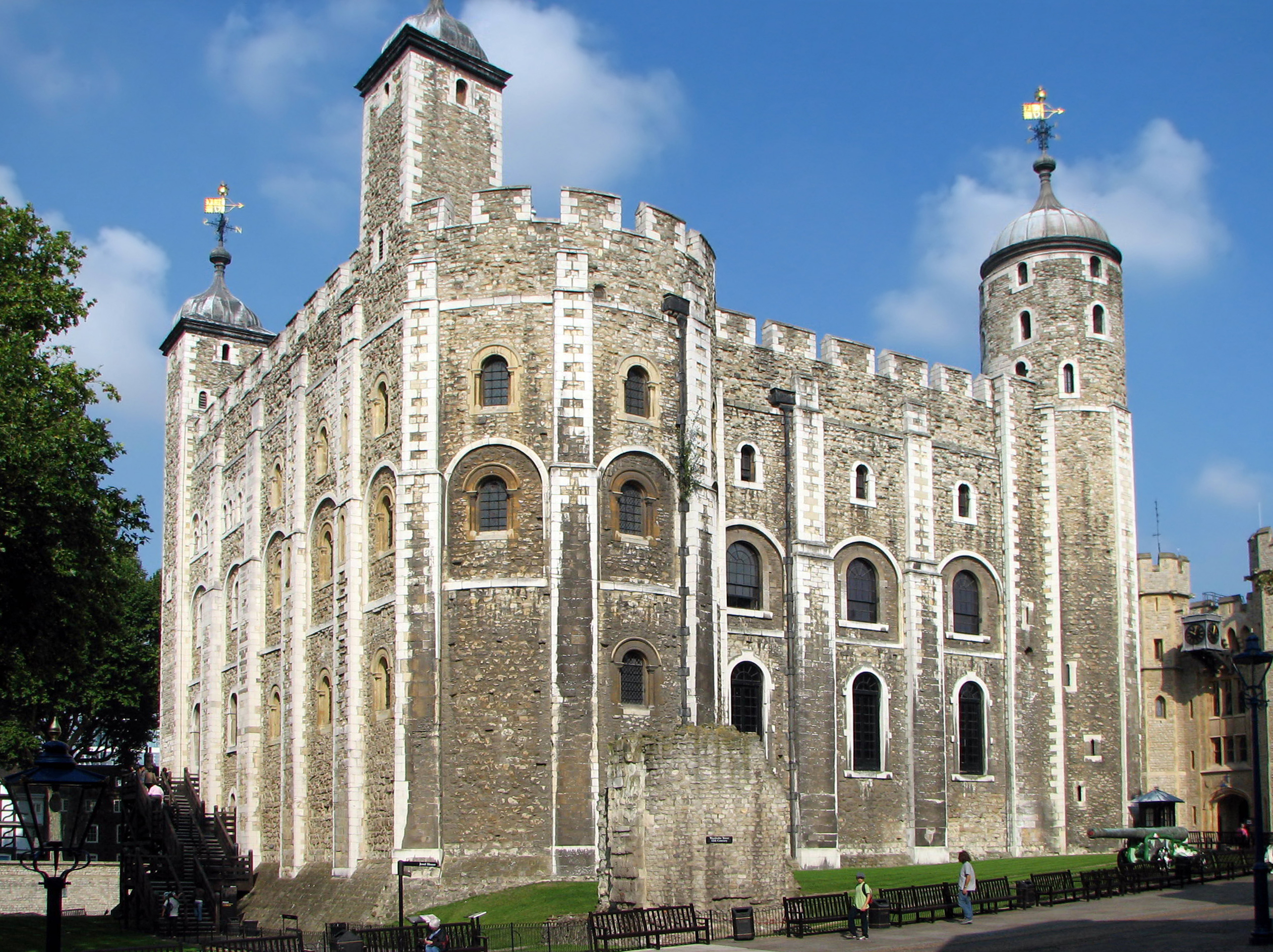
ロンドン塔の中心的建造物のひとつホワイト・タワー。ウィリアム征服王がロンドンを統治する際に建築させたのが始まり。

イングランド征服が完了した後も、ノルマン人はイングランド統治において多くの困難に見舞われた。征服民であるノルマン人とフランク人はイングランドの現地民に比べて圧倒的に少数であったとされ、歴史家たちの推定によればノルマン人の土地保有者は8,000人前後であったと考えられている。ウィリアム王に付き従い遠征に従軍したノルマン人たちは、従軍の報酬として領地と称号を授与された。ただウィリアム王は自らの軍事力によってイングランドの大半の領土を 事実上 領有し、自分の意のままに家臣たちを配置する権利を主張した。これ以降、全ての領土は国王から軍事的奉仕の褒賞として諸侯に下賜される体制がとられた。この際、諸侯たちは通常、まとまった領地を授かるのではなく、イングランドとノルマンディーに跨る小規模な領地をバラバラに授与された。
ノルマン人の家臣たちに与える領土を集めるため、ウィリアム王はヘイスティングスの戦いでハロルド王と共に戦死したイングランド貴族の領土を没収し、それを当てた。強制的に領土を没収されたイングランド貴族はノルマン人に対して反乱を起こし、それらの反乱貴族の領土もまたウィリアム王に没収された。このような領土収公・反乱誘発の繰り返しはヘイスティングスの戦いののち数年間続いた。続く反乱の鎮圧やさらなる反乱の抑制のため、ノルマン人たちは前例にないほど大量の城砦をイングランド各地に建設した。これらの城塞の多くは当初モット・アンド・ベーリー型の砦であった。現代の歴史家であるロバート・レディアートによると、『ノリッチ、ダラム、リンカーンの都市景観を一目見れば、ノルマン人の侵略の影響を否応なしに思い知らされる』 と言及している。またウィリアム王はイングランド貴族の未亡人や娘による財産の継承をきつく取り締まり、彼女らにノルマン人との結婚を強制したという。
ウィリアム王が構築したイングランド統治体制は成功したものだったと考えられている。征服直後の反乱があらかた終結した1072年から1202年にカペー朝フランス王国によるノルマンディー公国侵攻戦争が勃発するまでの間、ウィリアム王と彼の継承者たちは治世のほとんどをノルマンディーで過ごしていたことからも、ウィリアム王が整えた統治体制がいかに盤石なものであったか窺える。ウィリアム王に至っては、治世の75%をフランスやノルマンディーで過ごしたとされている。ウィリアム王は、他のフランク系諸侯によるノルマンディー公国侵攻や公国内での反乱に対処する必要に迫られた際、イングランドに独自の統治機構を設置して、遠方から間接的にイングランドを統治できる体制を整えた上で、ノルマンディーに帰国していたとされる。

## コンクエストの結果

### 支配者層の変化
侵略の直接的な結果として、かつてのイングランド（アングロ・サクソン）貴族がほぼ完全に排除され、カトリック教会に対するイングランド人の支配力が消滅したことが挙げられる。ウィリアム王は、イングランドの有力者から組織的に封土を没収し、その領土を自身の家臣に授与した。1086年に完成した土地台帳のドゥームズデイ・ブックには遠征後にウィリアム王が実施したイングランド王国民の有する土地・家畜・財産などの大規模な調査の結果が詳細に記されている。それによると、ティーズ川以南のイングランド領土のうち、約5％ほどしかイングランド人の手に残らなかったことが明らかになっている。しかも、このわずかな封土もその後数十年の間にさらに削減されていった。この地域はイングランド南部の諸地域の中で、在地イングランド人の封土が最も完全に消滅した地域であったとされる。
また、イングランド人貴族は政府や教会の高官といった地位からも排除された。1075年以降、すべての伯爵の地位はノルマン人によって占められ、イングランド人は時折保安官などに任命される程度であった。同様に教会でも、イングランド人の上級職就任者はその地位から追放されるか、あるいは生涯その地位に留まり、死後はイングランド人でない者に継承された。そして1096年までにイングランド人司教は姿を消し、イングランド人修道院長は、特に大規模な修道院では非常に珍しい存在となった。

### イングランド移民

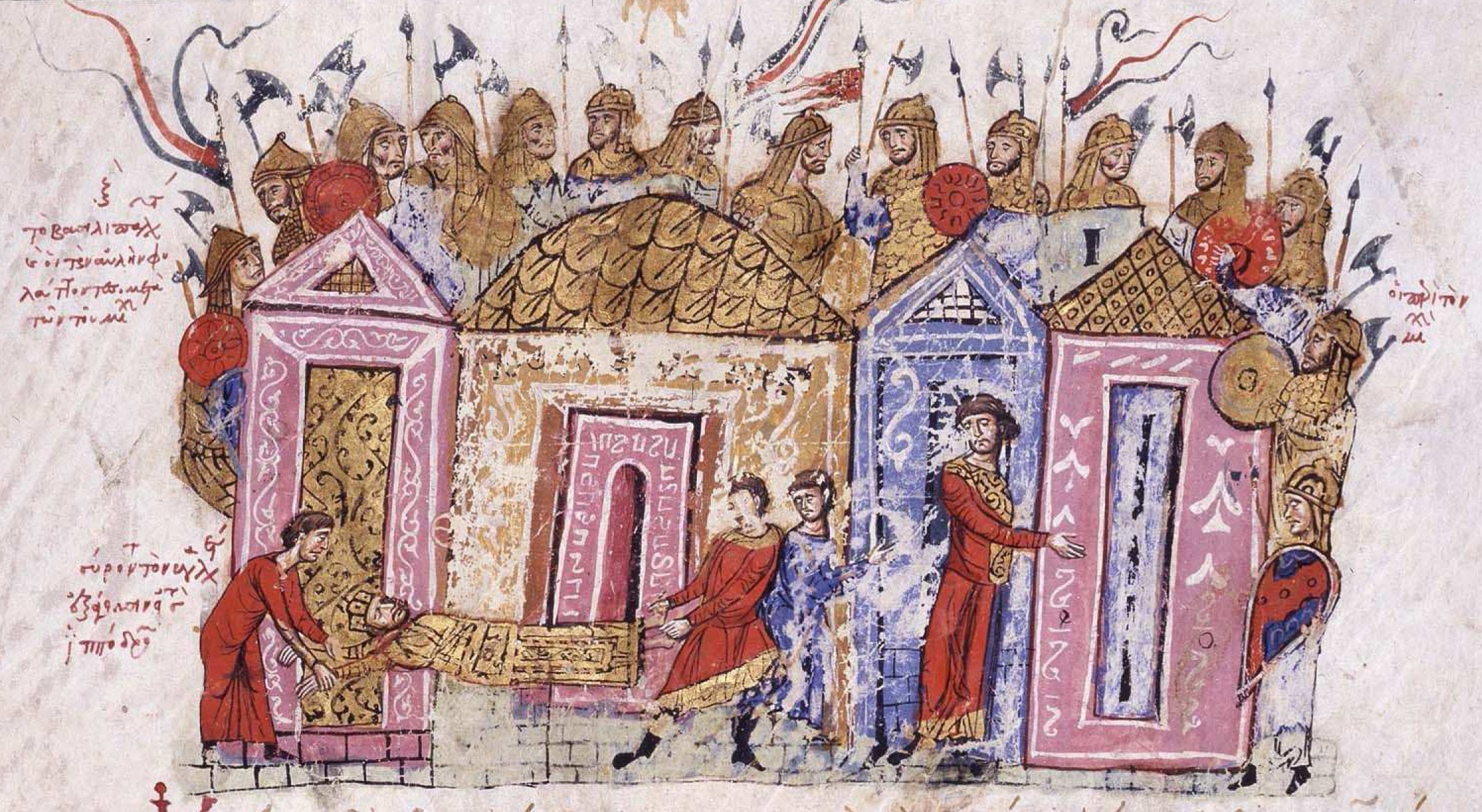
ビザンツ帝国が誇る精鋭部隊のヴァラング親衛隊 を描いた細密画。ビザンツ帝国に亡命した多くのアングロ・サクソン人がこの親衛隊に参加したとされる。

ノルマン人に敗れ去った多くのアングロ・サクソン人たちは貴族たちも含めてイングランドから逃亡し、スコットランド王国やアイルランドの諸王国、スカンディナヴィアに亡命した。ヘイスティングスで戦死したイングランド王ハロルド・ゴドウィンソンの一族はアイルランドに避難し、そこを拠点にイングランドへ何度か侵略を試みたが、結果失敗に終わった。 1070年代には、235隻の船に乗ったアングロ・サクソン人の一団がビザンツ帝国に向けて出航するという最大の亡命事件が起こった。当時のビザンツ帝国は続く戦争により傭兵を必要としていたため、多くの亡命イングランド人貴族や兵士にとって人気のある亡命地となった。ビザンツ帝国に亡命した多数のイングランド人は、それまで主にヴァイキングによって構成されていたビザンツ帝国の誇る精鋭部隊ヴァラング親衛隊に参加し、親衛隊の大部分がアングロ・サクソン人によって構成されるようになった。そしてその中から皇帝の身辺護衛に選び抜かれる者もいたという。イングランド人移民の一部は黒海沿岸のビザンツ帝国辺境地域に定住し、ニューロンドンやニューヨークといった名前の町を建設した。

### 統治機構

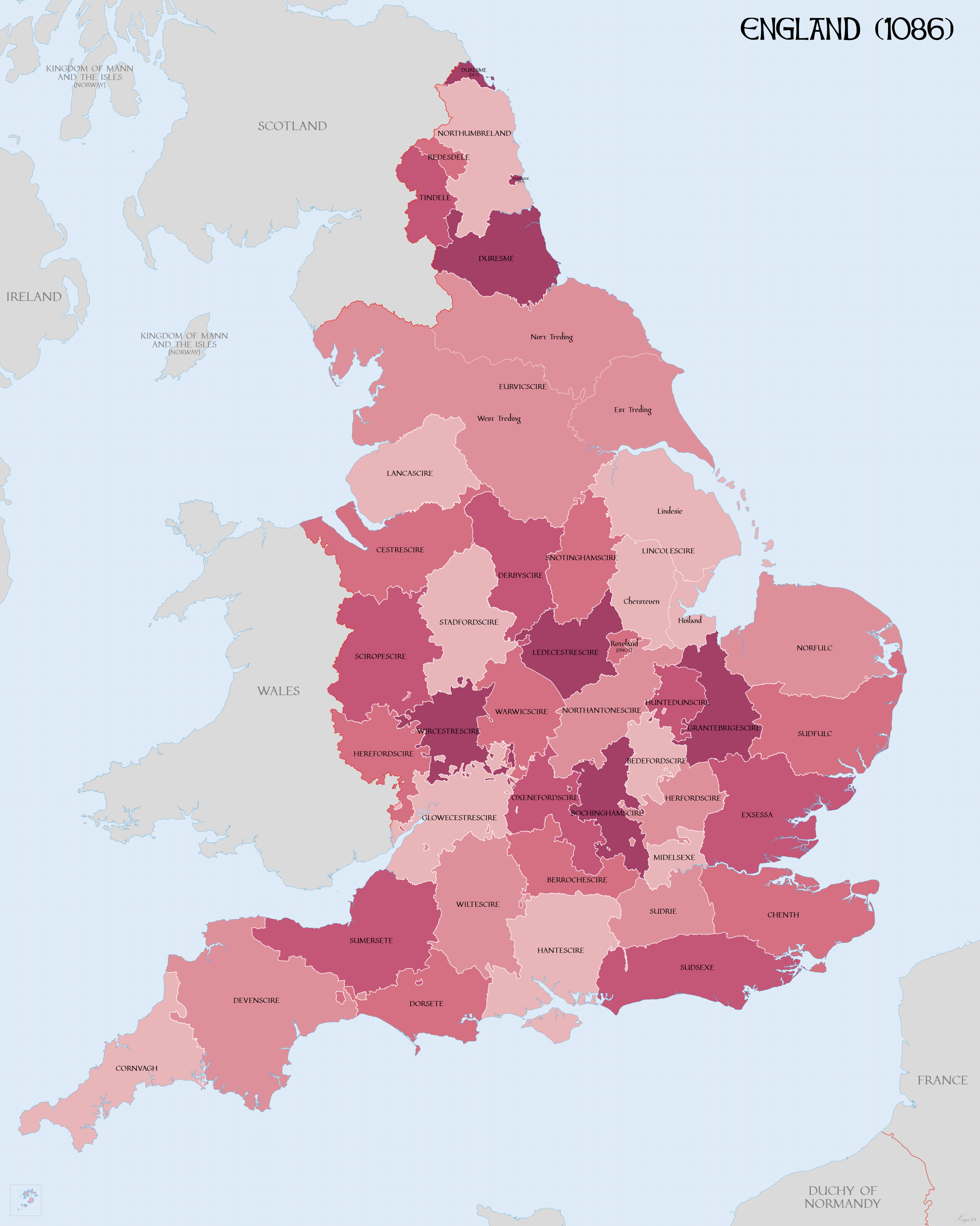
1086年におけるイングランドの行政区画

ノルマン・コンクエストが行われるまでのイングランド王国で施行されていた統治システムは、ノルマンディー公国における統治システムに比べて非常に洗練された制度であった。イングランド王国のすべての地域はシャイアと呼ばれる行政区画とその下部区画に分けられており、王宮は政治の中枢機構となっていた。そして司法制度は地方裁判所に基づいてそれらの地域で施行され、自由人の権利を保護するために運用された。シャイアは『シャイア・リヴ』と呼ばれる代官や保安官によって運営された。当時の中世ヨーロッパでは、政治の中枢である王宮はその時の情勢に応じて適宜移動していた。しかしコンクエスト前のイングランド王国はウィチェスターに恒久的な財務機構を設置していた。イングランド王国はこの財務機構を通じて土地税やゲルドなどといった諸税により経済的に繁栄していた。またイングランド王国における鋳造貨幣は当時の他の北ヨーロッパ諸国と比べてより優れた代物であったとされ、貨幣の鋳造は王家にのみ認められた特権であった。加えて、イングランド王国では、当時の中世ヨーロッパにおいて慣習的に用いられていた憲章のみならずWrit(en:Writ)と呼ばれる法的令状を官僚に向けて発布する仕組みも整えられていたとされている。Writは官僚に対する指示書としてだけではなく、新たな官僚の任命や彼らからの要求の聞き入れなどといった王宮の対応を報告する役目も担っていた。

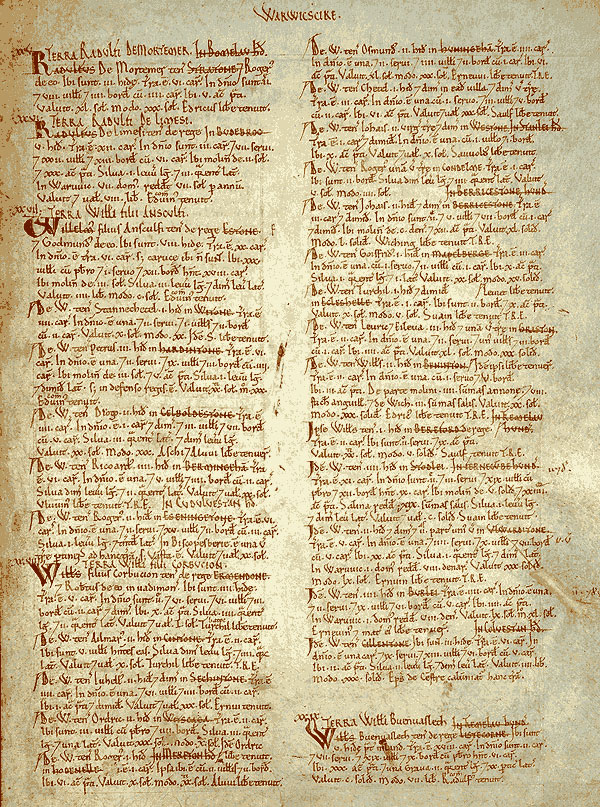
ドゥームズデイ・ブックの一節。ウォリックシャー地域に関する記述がなされている。

この洗練された中世の政治形態はノルマン人に引き継がれ、さらなる発展の基礎となった。当初ウィリアム王は現地のイングランド人官僚らを継続して王国高官に留任させようとしていたものの、最終的にはこの統治体制の枠組みを維持しつつ人事面では大きく変化した。ウィリアム王の治世の終わりには、政府の役人や王室の役人のほとんどがノルマン人であった。公文書の言語も古英語からラテン語へと変化した。森林法が導入され、イングランドの大部分が王室林として王家の支配下に置かれた。コンクエスト後に施工されたドゥームズデイ調査により王国の土地所有の行政目録が作成されたが、これは中世ヨーロッパでは特殊なものであった。そしてこの調査をもとに、王国領土はシャイアに基づいた行政区画に分割され、王に属する直属封臣が保有するすべての封土や征服前にその封土を領していた者がリストアップされた。

### 言語の変化
ノルマン・コンクエストの影響で大きく変化した要素の一つに、支配者階級で用いられる言語の変化が挙げられる。コンクエストによりアングロ＝ノルマン語がイングランドに伝来したとされる。アングロ＝ノルマン語とは、古フランス語の北方訛りにノルド語が融合したことで生まれた言語であり、かつてイングランド王国で用いられていた古英語に代わって、支配者階級の間で広まっていった。そしてノルマン語の単語がイングランドの言語に取り入れられていき、WilliamやRobert、Richardといったフランス風の男性の名前もイングランドに急激に広まっていった。ただし女性の名前はあまり変化せず、ゆっくりと広まっていった。単語や人名はコンクエストの影響を大きく受けたものの、地政学的には先のヴァイキングの侵攻の時と比べるとあまり影響を受けなかった。
ノルマン人がどれほどイングランドの言葉を理解していたのか、またイングランドの被支配者層にどの程度ノルマン語が浸透していたのかは詳しくわかっていない。ただ、交易活動に従事したり相互間の意思疎通を図るためにも、双方にある程度のバイリンガルがいたことは確かであろう。一方のウィリアム王はイングランドの言語を解していなかったとされ、彼をはじめとするイングランドの貴族たちは今後数世紀にわたって英語を重用することはなかった。

### 移民と結婚
コンクエスト後、イングランドには8,000人のノルマン人とその他の大陸系の人々が移住したと考えられている。その中には、イングランドの現地民と結婚した者もいたと考えられているが、コンクエストの直後数年の間に現地民と結婚した移民の割合などは分かっていない。このような異文化間における結婚において、ノルマン人の男性とイギリス現地民の女性との結婚は1100年以前においては稀な組み合わせであった。多くのノルマン人はイングランド人ではなく、ほかのノルマン人や大陸系の人々と結婚する傾向にあったとされている。コンクエストから1世紀ほど経つと、現地イングランド民とノルマン人移民との間の結婚がより頻繁になされるようになり、1160年代初頭ごろには、すべての階級の人々にまで広まっていった。

### イングランド社会

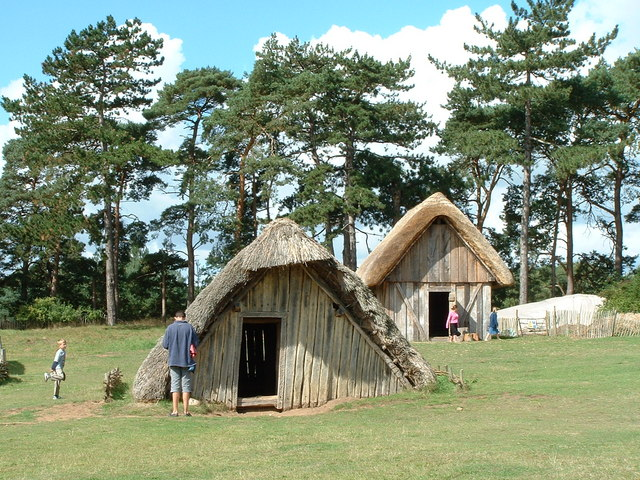
アングロ・サクソン時代の村落の様子が再現されている歴史施設ウェスト・ストー・アングロ・サクソン村

ノルマン・コンクエストがイングランド王国の下層民に対してどのような影響を与えたのか評価するのは困難であるが、彼らが受けた大きな変化のひとつとしてブリテン諸島での奴隷制が消滅したことが挙げられる。コンクエストを経て、12世紀中頃までにブリテン諸島では奴隷制が終焉を迎えた。1086年に編纂が完了した土地台帳ドゥームズデイ・ブックによれば、編纂完了時にイングランドには28,000人の奴隷が存在したとされるが、これは1066年に集計された時よりも減少していた。エセックスなどの地域では、奴隷の人数は20年で20%のペースで急激に減少していたとされる。奴隷制が衰退した理由として挙げられるのは、教会による反発に加え、農奴制とは異なり土地所有者が奴隷に係るコストをすべて賄う必要があったことなどが挙げられる。ただし、奴隷制は衰退したとはいえ、イングランド王国では奴隷の所有は合法とされていた。ヘンリー1世の治世における法律をまとめた法学書ヘンリー1世の法(英: Leges Henrici Primi ) の中にも、奴隷の所有が合法的行為であると記載されている。
アングロ・サクソン社会において、自由農民の多くは既に落ちぶれており、非自由民である農奴と対して変わらない状況に陥っていたという。自由民の没落の原因がコンクエストなのか否かについては明確ではないが、既に始まっていた住民の没落の傾向がコンクエストによって早められてしまった可能性も大いにあると考えられている。そしてイングランド各地の都市が拡大され、郊外に集村が増えることで、ノルマン人はますますイングランドに移住していったのであろう。先述のような変化はあったものの、アングロ・サクソンの小作人階級の暮らしぶりは、1066年以降数十年にわたって、たいして変わらなかったのではないかと考えられている。
かつての歴史家たちは、コンクエストの影響を受けてイングランドの女性たちの立場が悪化し多くの権利を喪失してしまったと主張していたが、現在はそれらの意見は誤りであると考えられている。特に女性に関する情報は土地保有者に関する情報に比べて非常に少なく、1066年以降の女性農民に対する影響やそれによる状況の変化について結論を出すことは不可能である。また支配者階級の女性たちは、コンクエスト後も自身の類縁関係を通して政治的事柄に対する影響力を有し続けていたことが明らかになっている。ノルマン・コンクエストが起きた1066年以前も、また1066年以降も、貴族階級の女性たちは領地の保有が認められており、中には自身の意思に準じて領土の配分などを自ら仕切っていた者もいたという。

## 史学
征服に関する議論は、征服完了後すぐに開始された。アングロサクソン年代記ではウィリアム征服王の死を論じる際、詩で彼が起こした征服活動を糾弾したが、当時のフランス人歴史家ギヨーム・ド・ポワティエはウィリアム王の業績を賞賛に満ちた言葉で記している。それ以降の歴史家たちは、この事実とそれに対する解釈について議論を繰り広げたが、意見が一致することはなかった。 17世紀にはノルマンのくびきと呼ばれる理論または神話が生まれ、アングロサクソン社会はノルマン・コンクエスト後に出現した社会よりも自由で平等であったとする考え方が生まれた。 この理論は史実よりもこの説が発展した時代の影響を強く受けているとされるが、同理論は政治思想と民衆思想の両方で現代まで使用され続けている。
20世紀〜21世紀において、歴史家たちは征服自体の正否にはあまり焦点を当てず、代わりに侵略の影響に集中してきた。リチャード・サザンのような一部の歴史家は、ノルマン・コンクエストを歴史の重要な転換点として捉える見方を示している。サザンは「ヨーロッパにおいて、蛮族の王国の台頭から20世紀までの間に、イングランドが1066年以降に経験したほど、短期間でこれほど急激な変化を遂げた国はない」と述べている。ただしH.G.リチャードソンやG.O.セイルズを始めとする他の歴史家たちは、このコンクエストは大して急激的なものではなかったと主張している。またより一般的な考え方として、シングマンは征服を「中世初期を特徴づけた民族移動の最後の反響」と表現している。征服の影響をめぐる議論は、1066年以降の変化の測定方法に大いに依拠する。アングロ・サクソン時代のイングランドが侵略以前に封建制や城の導入やその他の社会の変化によって既に進化していたのであれば、征服は重要な要素とはなるものの、根本的な変化を意味するものにはならないだろう。しかし、イングランド貴族の排除や文学言語としての古英語の喪失という点では、征服はイングランドに劇的な変化をもたらしたと考えられるだろう。ノルマン人はイングランド人を迫害した者、あるいは退廃したアングロ・サクソン系貴族から国を救った者として、どちらの側からも民族主義的な議論がなされた。

## ノルマン・コンクエストを題材とした作品
- 『Civilization 5』
  - ヴァイキング（デンマーク）文明を追加するDLCパックに、ノルマン征服を題材とするシナリオマップ「1066：ヴァイキングの運命の年」が同封されている。
- 『ヴァイキング: ヴァルハラ（英語版）』
  - 2022年よりNetflixで放映されている歴史ドラマ。ヴァイキングの伝説上の王ラグナル・ロズブロークとその息子たちの半生を描いた大作歴史ドラマ『ヴァイキング 〜海の覇者たち〜』のスピンオフドラマであり、前作から100年後の北ヨーロッパ世界が描かれている。アイリッシュ・タイムズによれば、冒険家のレイフ・エリクソンや北方信仰を固く守る盾の乙女フレイディス、前作の主要キャラクターであったノルウェーの統治者ハーラル美髪王の末裔でノルウェー王位奪還を目指すハーラル王子やノルマン人の王ウィリアム征服王に焦点を当てたドラマとして制作している[133]。